# Українські Карпати

Українські Карпати на мапі

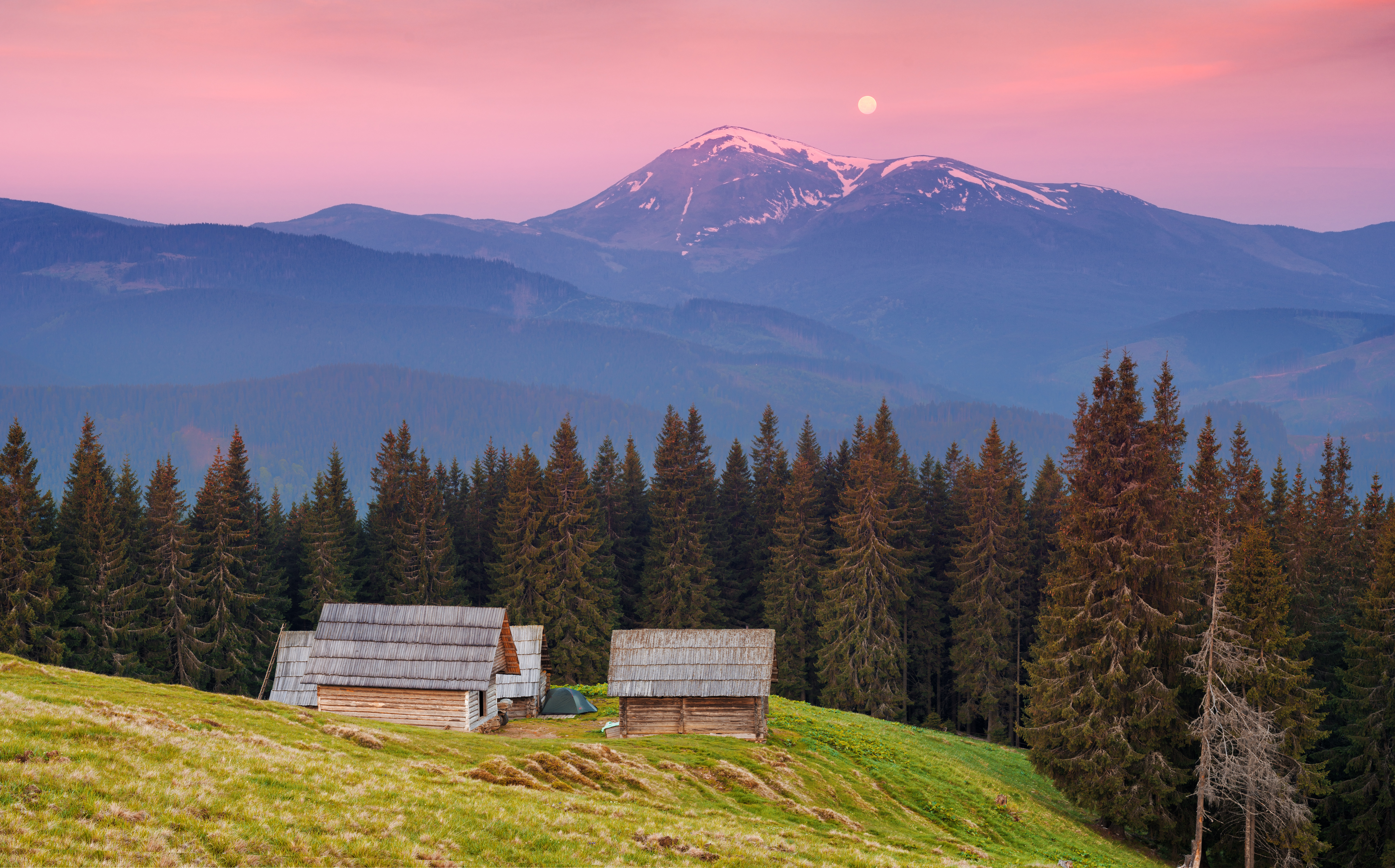
Краєвиди Закарпаття з гори Кукул (висота 1539м) на гору Петрос (2020м)

Украї́нські Карпа́ти — частина гірської системи Східних Карпат у Західній Україні. Вони поділяються на Зовнішні Східні Карпати та Внутрішні Східні Карпати. Їхня довжина від верхів'їв Сяну до витоків Сучави становить 280 км, ширина понад 110 км. Займають територію Закарпатської, Львівської, Івано-Франківської та Чернівецької областей. Загальна площа гірської системи — понад 21,56 тис. км². Найвища вершина — Говерла (2061 м).

## Етимологія

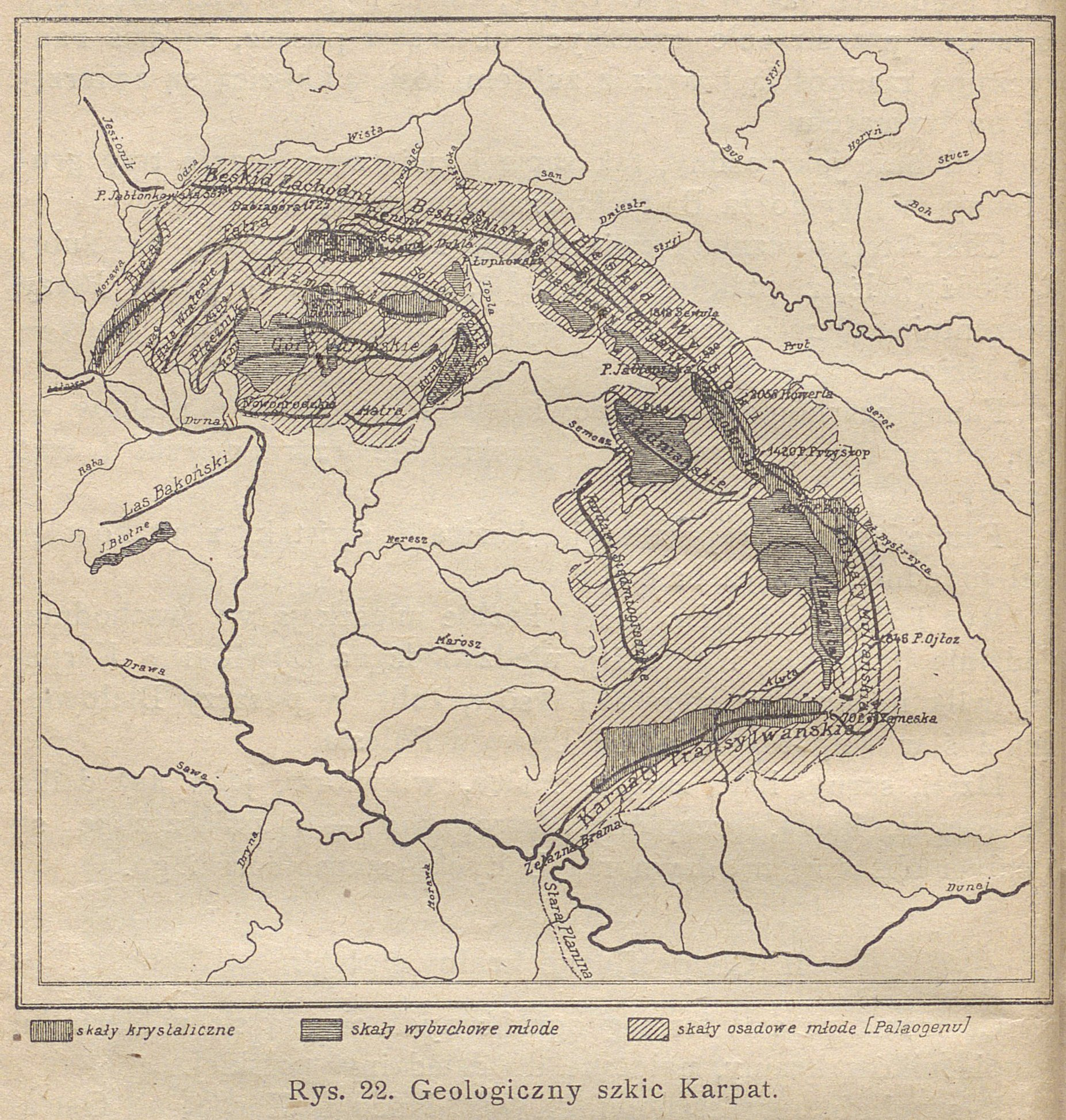
Геологічна мапа Карпат (1920 рік). Для Карпат на території України вживається термін «Бескид Високий»

### Українські Карпати
Термін «Українські Карпати» не є географічним, а радше політико-ідеологічним. Вперше цей термін почали активно вживати після вересня 1939 року радянські політики, публіцисти і науковці. З точки зору сучасного географічного районування так звані «Українські Карпати» є центральною частиною Східних Карпат, яка виділена в межах сучасного державного кордону України і включає східну частину Бескидів, Горгани, Чорногору і східну частину Вигорлат-Гутинського хребта, Рахівський масив і Чивчини.
Назва Лісисті Карпати походить від назви, яку бачимо на австро-угорських мапах німецькою як Karpatisches Waldgebirge та угорською як Erdős Kárpátok і Keleti Kárpátok (Лісисті Карпати і Східні Карпати), що майже відповідає сучасному поняттю Східних Карпат. Як синонім «Українські Карпати» в 1940–1950-х роках широкого вжитку набув топонім «Радянські Карпати», та він не прижився. Так відомий український геолог Володимир Бондарчук (1905—1993), що до Карпатських гір застосовує назви «Радянські Східні Карпати» у праці «Тектонічний поділ Радянських Східних Карпат // Геол. журн. АН УРСР. — 1954. — Т. 14. — Вип. 2. — С. 21–35» та «Радянські Карпати» у монографії «Радянські Карпати: геолого-географічний нарис. — Радянська школа. — 1956. — 179 с.».

### Карпати
Назву «Карпати» вперше вжив Геродот у V ст. до н. е. Батько історії згадував річку «Κάρπις» (Карпій), що впадає в Дунай. У 105 р. імператор Траян приєднав Південні Карпати (Дакію) до Риму. Римське панування в регіоні тривало до 271 р. Отже, Карпати були «відкриті» для цивілізованого світу. Тоді ж цю гірську систему, просторово дуже аморфну, вперше виокремив Птолемей (90–168).
Походження назви «Карпати» однозначно не з'ясоване. Є низка інтерпретацій цієї назви — від доіндоєвропейських (С. Роспонд) до слов'янських. Назва «Карпати» (пол. Karpaty, угор. Kárpátok, рум. Carpați, серб. Карпати, чеськ. i словац. Karpaty, нім. Karpaten) дуже давня. Її корені простежуються в середземноморському доіндоєвропейському субстраті.
А. Попов (1965, 1973), А. Байцар (2016) доводять, що оронім виник з назви фракійського племені карпи. В. Георгієв (1956) уважає давньовірменську мову особливим фракійським діалектом і виводить топонім Карпати від фракійського «(s)korpa-ta» — скеляста. С. Распонд (1957) переконаний, що назва Карпати походить із доідоєвропейського «caro» — камінь. Такого ж погляду дотримуються І. Хубшмід (1967, 1969), виводячи топонім Карпати від доідоєвропейського «karr» — камінь. Він зачисляє до цього ряду рум. «scarpa» — скеля; сербохорв. «skrapa» — тріщина в каміннях і в діалекті — дрібні камені; словен. «ceren» — скелясте місце.
В. Чихарж (1960) убачає базис «carra» — камінь у середземноморському доіндоєвропейському субстраті. Р. Козлова (1987) виводить назву «Карпати» від праслов'янських слів *kъrpatъ(jь) — «з вигинами, виступами, горбатий, нерівний»; <*kъrpa — «щось криве, вигнуте, вигин, виступ»; <іє. (s) ker — гнути; крутити у ступені редукції з детермінативом -р-. Словацький та чеський мовознавець і етнограф П. Шафарик, а за ним і Є. Поспелов (1967) виводять оронім Карпати від слов'янського орографічного терміна «хрб», «харабат» — хребет.

## Картографування

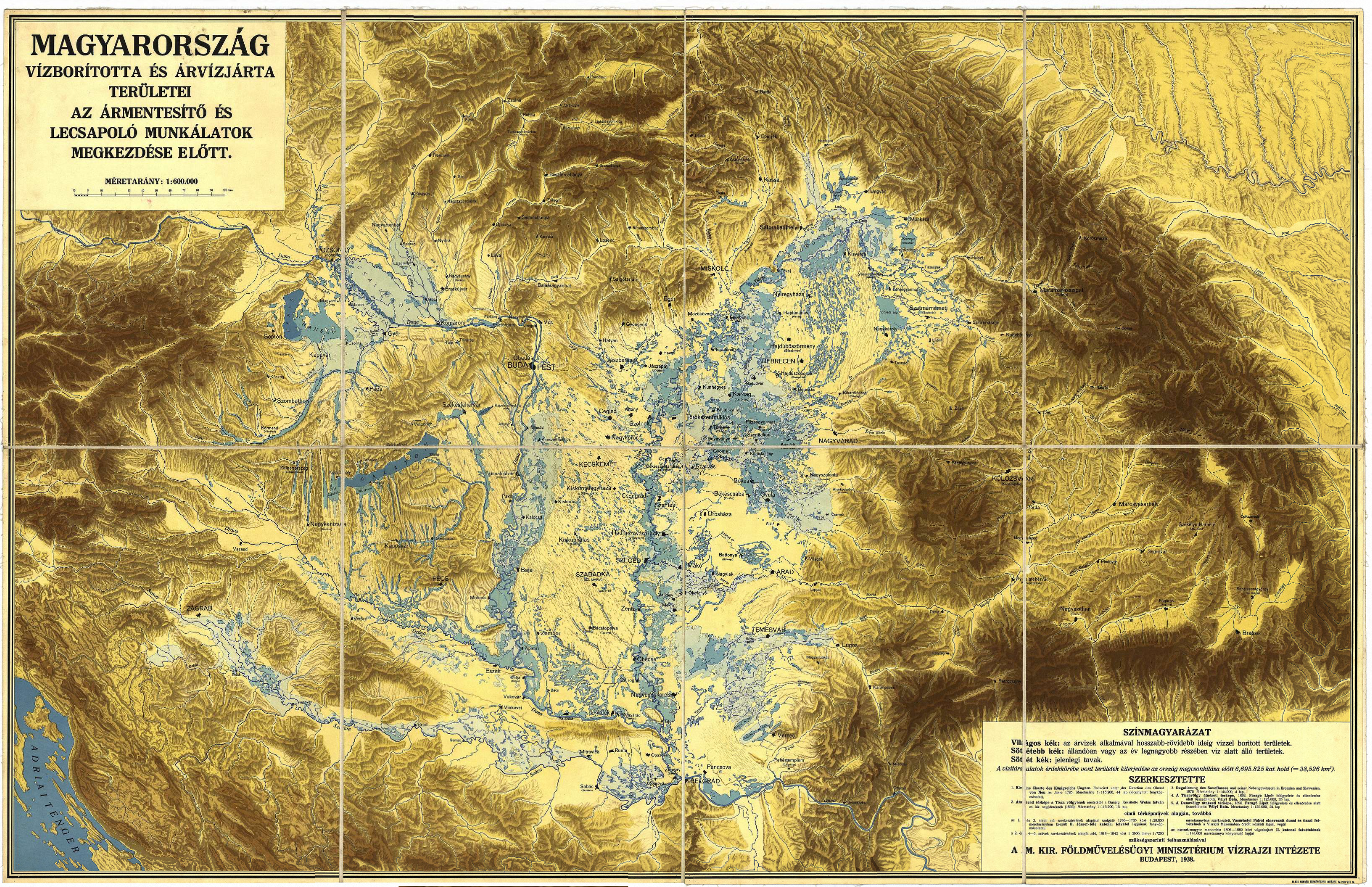
Детальна угорська мапа рельєфу Карпат (1938 рік) (Оригінальна назва:Magyarország vízborította és árvízjárta területei az ármentesítő és lecsapoló munkálatok megkezdése előtt 1:600000)

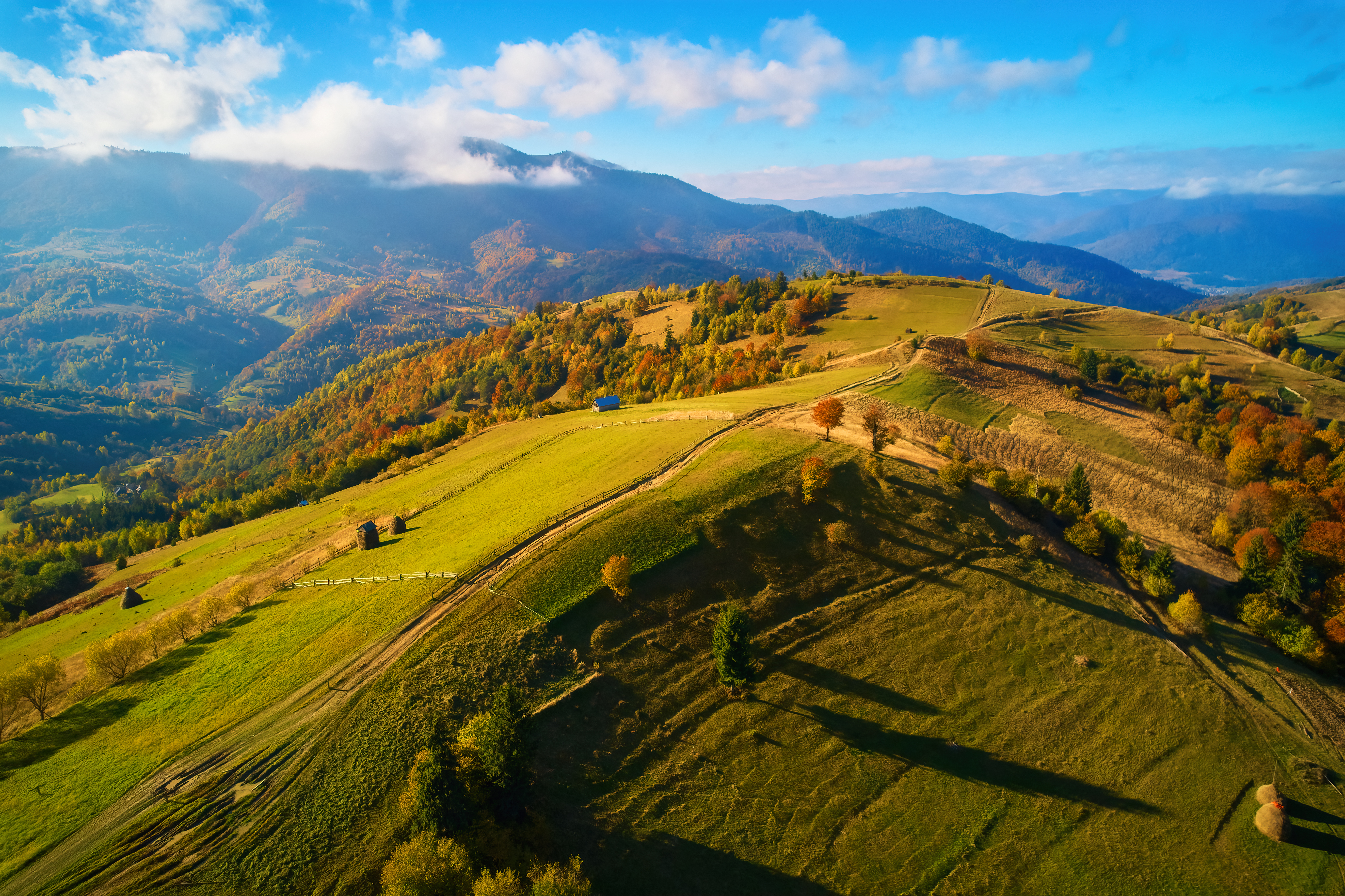
Осінь на Синевирському перевалі

Наприкінці XVIII ст. з'явилися перші деталізовані мапи сучасної території Українських Карпат, де позначено назви деяких гірських хребтів і вершин. Одною з них є мапа «Carte de la Pologne Autrichienne contenant La Russie Rouge et la partie meridionale du Palatinat de Cracovie, etc.», видана P. Santini у Венеції (1776 р). Вона зроблена на папері розміром 45 х 59 см та відображає територію Галичини з незначними прилеглими територіями Угорщини, Молдавії, Польщі та Сілезії. Особливістю цієї мапи є те, що на ній уже позначено назви деяких хребтів і вершин. Наприклад, у районі таких сучасних гірських ландшафтів як Чорногора, Мармароський масив, Свидовець на цій мапі є назви хребтів Sniezna Gora, Swiazdova Gora, назви окремих вершин: Biala G., Lisia Gora. Там же є назви копалень золота — Diabla Gora, срібла Srebrna Gora та ін. Серед поселень того району легко віднайти село Czarna Gora, що біля витоків річки Pruth R.
Перші детальні мапи Українських Карпат з'явилися в другій половині XIX ст. в Австро-Угорській імперії. Після Австро-Прусської війни 1866 р. по всій території імперії надзвичайно швидкими темпами будували залізниці, у тому числі й на території Карпатської Руси (Закарпаття), Східної Галичини та Північної Буковини, які знаходяться в сучасних кордонах України. Ця розбудова залізничної мережі потребувала точних топографічних мап. Відтак уже в 1875 р. в Австро-Угорщині вийшли карти Карпат масштабом 1:25 000. Через два десятиліття, у 1895 р., вийшла друга редакція цих карт. Після розпаду Австро-Угорщини Українські Карпати були розділені кордонами трьох нових держав — Чехословацької республіки, Польської республіки та Румунського королівства. У середині 20-х років XX ст. на місцевості були повністю проведені кордони. У міжвоєнний період Військовий географічний інститут у Варшаві зробив 482 аркуші (квадрати) «кілометровок» — карт масштабом 1:100 000, які  були видані протягом 1932—1937 рр. Ці мапи вирізняються високою точністю, і, що важливо для мандрівників, які подорожують старим чесько-польським кордоном, на них нанесена нумерація прикордонних стовпців. У 1990-х роках варшавський картограф Пйотр Камінський перевидав їх, доповнивши спеціальною інформацією для туристів.

## Рельєф
Абсолютні висоти гірської системи коливаються до 120—400 м біля підніжжя гір, до 500—800 м у міжгірних улоговинах та 1500—2000 м вздовж основних хребтів.
Усі найвищі вершини — Говерла (2061 м — найвища точка України), Бребенескул (2036 м), Піп Іван Чорногірський (2028 м), Петрос (2020 м), Гутин Томнатик (2016 м) Ребра (2001 м) — зосереджені у масиві Чорногора.

## Геологія

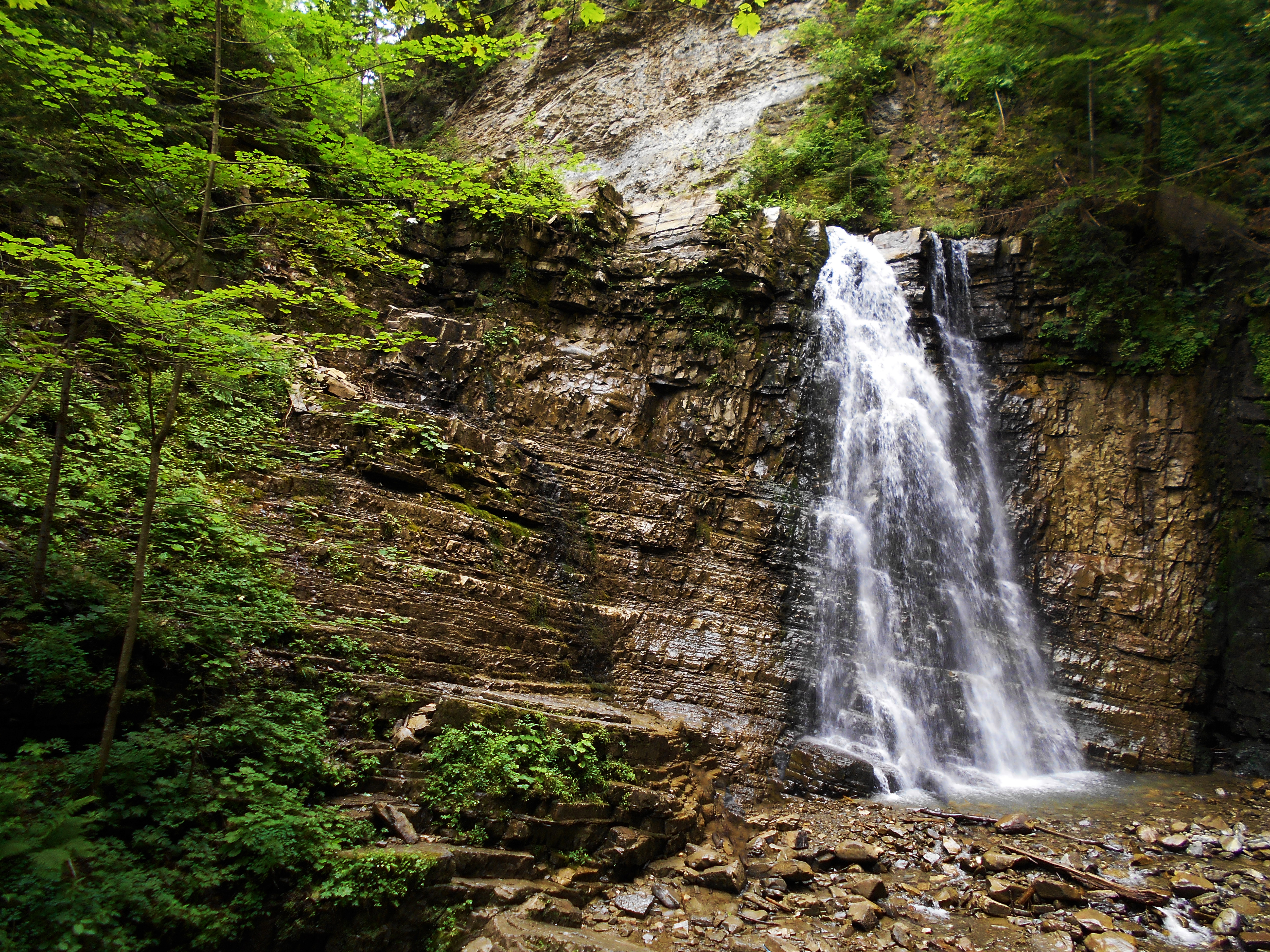
Вихід на поверхню скель флішового типу на Манявському водоспаді.

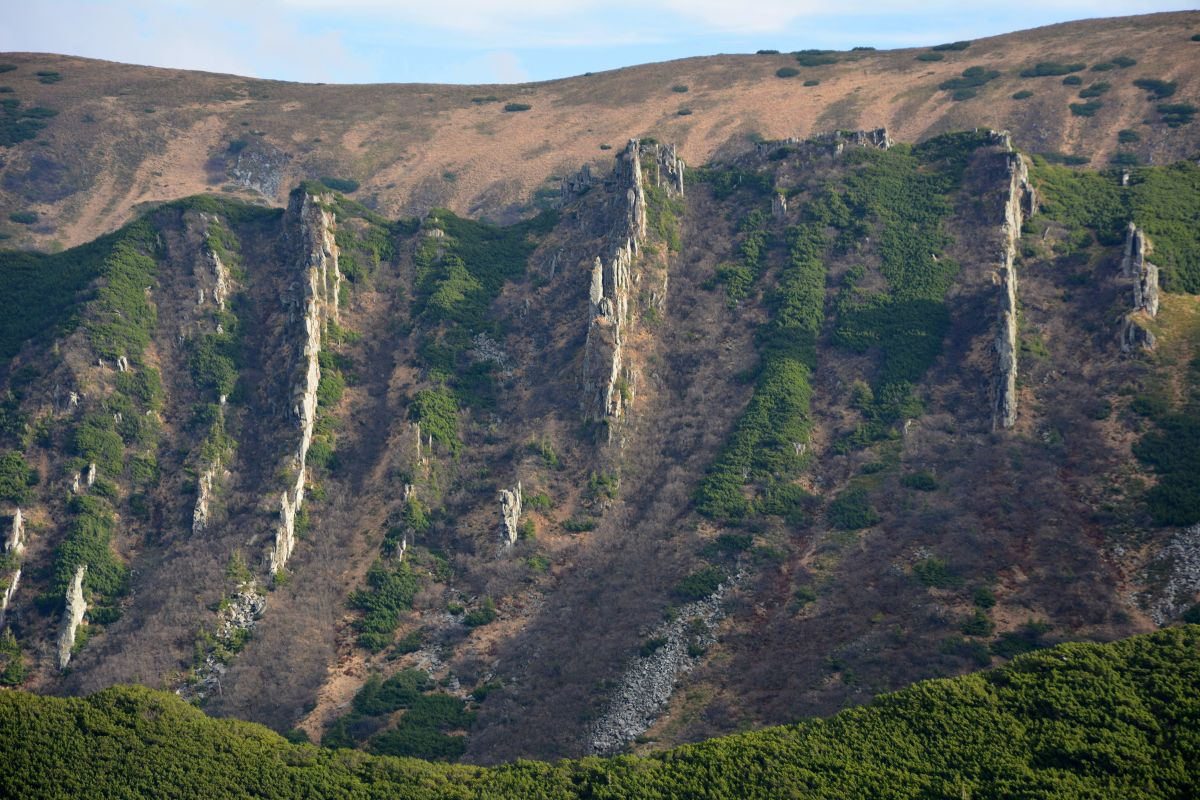
Будова схилу гори

У геологічній будові переважає крейдово-палеогеновий фліш, трапляються виходи юрських вапняків, палеозойських кристалічних сланців. Неогенові вулканогенні утворення представлені андезитами, базальтами та їхніми туфами.

### Структурно-тектонічне районування
Українська частина Карпатської дуги є північною гілкою альпійських структур європейського Середземномор'я. За віком складчастості поділяються на Зовнішні (або Флішеві) і Внутрішні. Вони складені флішовими товщами крейди та палеогену.
Пенінським глибинним розломом Карпати відокремлюются від Закарпатського внутрішнього прогину, фундамент якого складений осадовими товщами тріасу, юри, крейди, метаморфічними комплексами палеозою, а чохол неогеновими вулканогенно-осадовими утвореннями, ускладненими проявами соляно-купольної тектоніки. На різні зони прогину накладене Вигорлат-Гутинське вулканічне пасмо, представлене лавами і туфами пліоценового віку.

#### Передкарпатський крайовий прогин
Передкарпатський крайовий прогин розташований між складчастими Карпатами і Волино-Подільською плитою, в межах якого виділено дві зони:
- Внутрішня зона

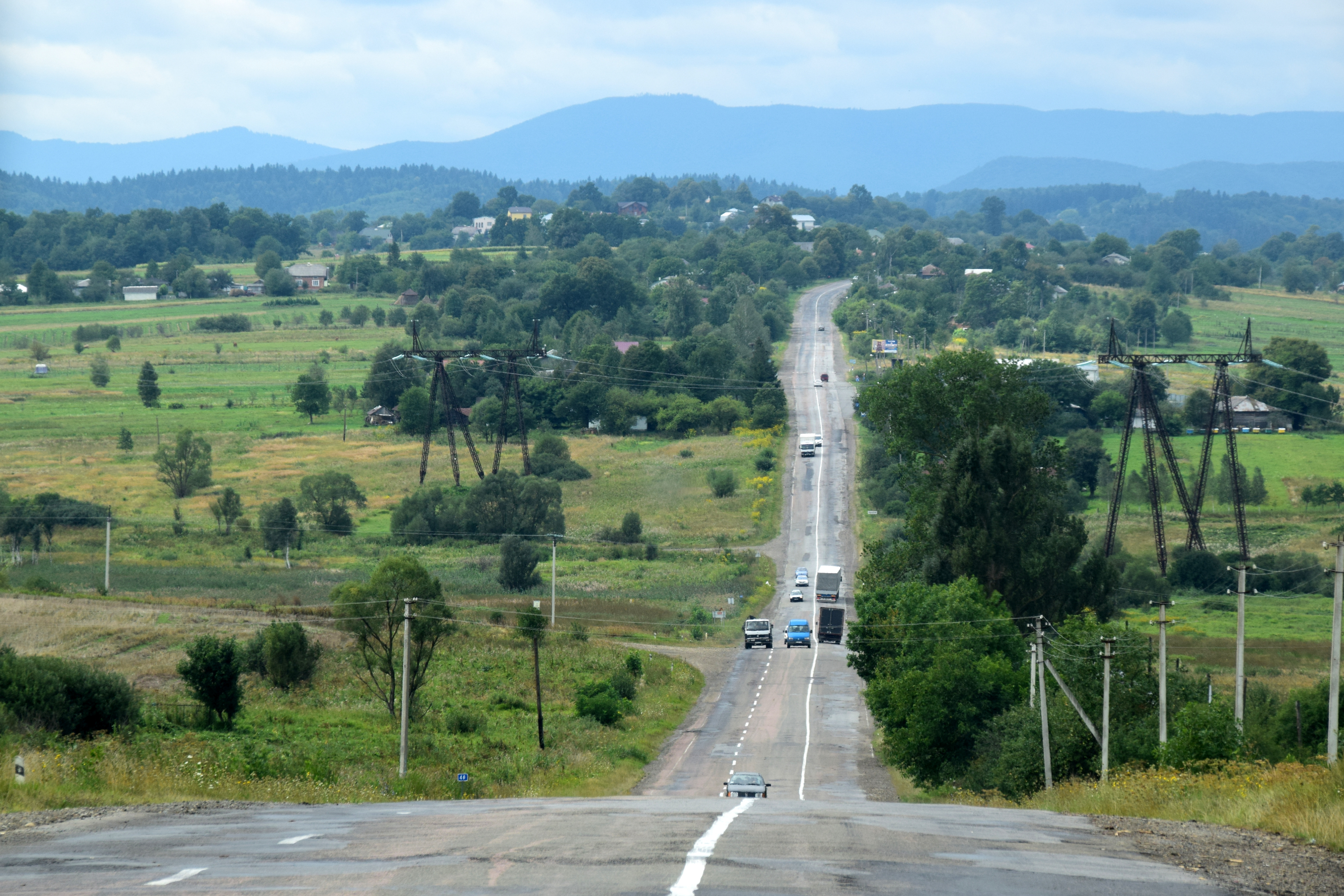
Рельєф Бориславо-Покутського покриву (передній план) та Карпатська складчаста структура (задній план) - по дорозі з Івано-Франківська до Долини.

  - Бориславсько-Покутська підзона
  - Самбірська підзона
- Зовнішня (Більче-Волицька) зона

Бориславсько-Покутська підзона — це великий покрив, складений флішевими відкладами крейдово-палеогенового віку, на яких залягають нижньоміоценові моласи.
Підзона має складну багатоярусну будову. В районі м. Борислав виділяється Бориславська складка, яка складена крейдовими і палеогеновими флішевими відкладами, а під нею виділяється Бориславський насув. У районі м. Долина в будові Бориславо-Покутської зони виділяються два глибинні структурні елементи: Долинська і Північно-Долинська складки.
В районі Долини флішеві відклади залягають на глибинах 1200—1500 м. В центральній частині підзони вони залягають на глибині приблизно 3000 м (свердловина Улично-14 і Улично-1).
Самбірська зона — система лінійних складок і лусок, які утворюють покрив, насунутий на автохтонний розріз прогину, а з південного-заходу обмежена насувом Бориславо-Покутської підзони. Зона складена нижнім міоценом (нижні моласи).

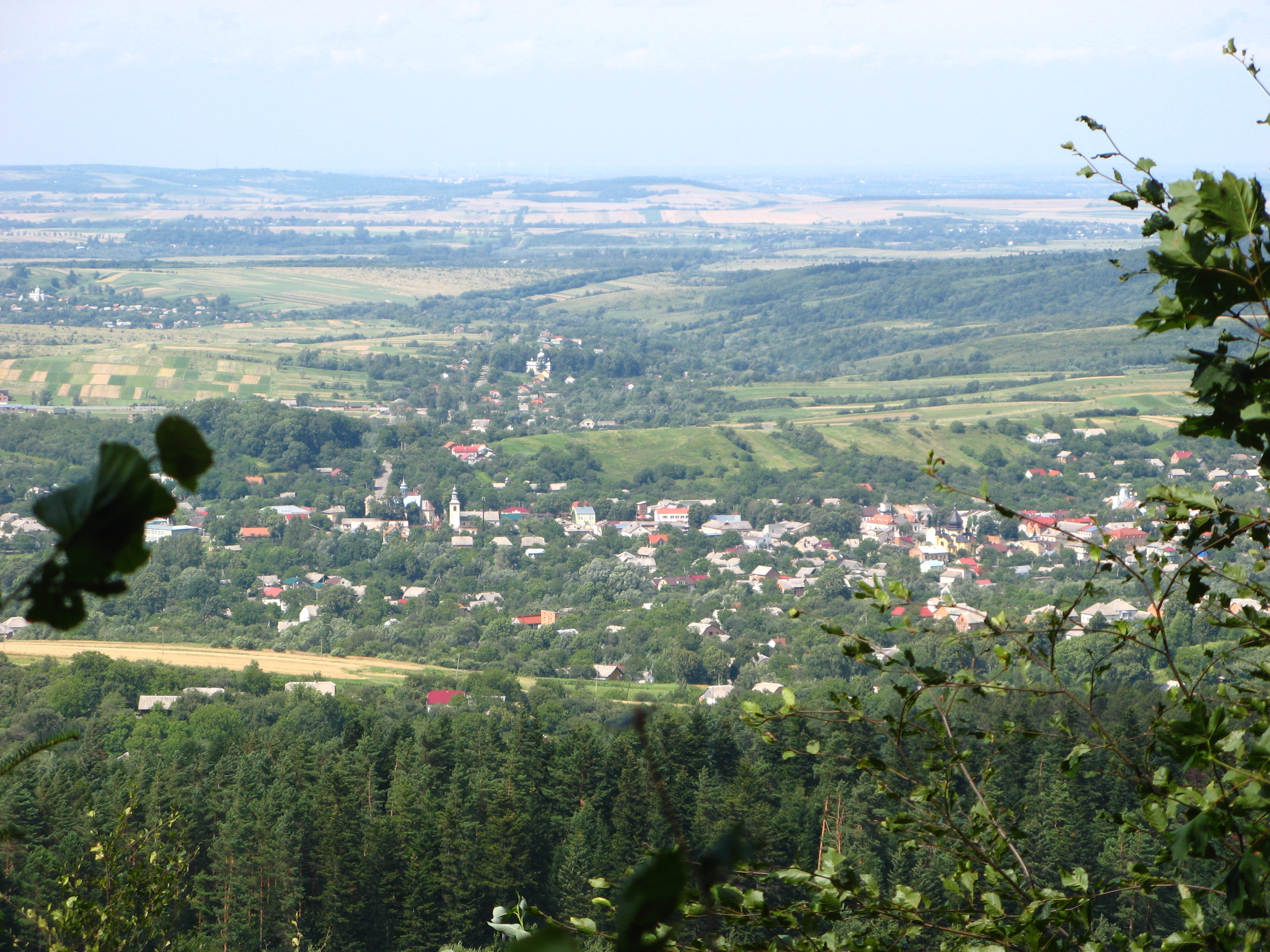
Типові рельєфи Самбірського покриву (біля міста Добромиль).

Самбірська підзона, в цілому, є великим синклінорієм, складеним системою дрібніших антиклінальних і синклінальних складок. Для цих складок характерні плавні обриси і асиметрична будова: північно-східні крила антикліналей, як правило, крутіші південно-західних. Рядом поперечних скидів синклінорій розбитий на окремі блоки. В південно-західному напрямку ці скиди переходять із Самбірського синклінорію на територію Бориславо-Покутського антиклінорію.
Більче-Волицька має східцево-занурену під Самбірську зону доміоценову основу, яка характеризується складчасто-блоковою будовою з елементами багатоповерхових структурно-стратиграфічних комплексів, і відкладів власне прогину, який складений слабо дислокованими міоценовими відкладами баденію і сармату (верхні моласи).
Ця підзона має двохярусну будову. Нижній ярус складений юрськими і крейдовими відкладами платформового типу, розбитими на серію вузьких блоків, які ступінчасто занурюються від платформи до прогину. На мезозойському фундаменті залягають моласові відклади міоцену. Моласовий чохол зім'ятий в складки платформового типу (брахіскладки). До таких складок часто приурочені промислові родовища горючого газу.

#### Карпатська складчаста гірська споруда

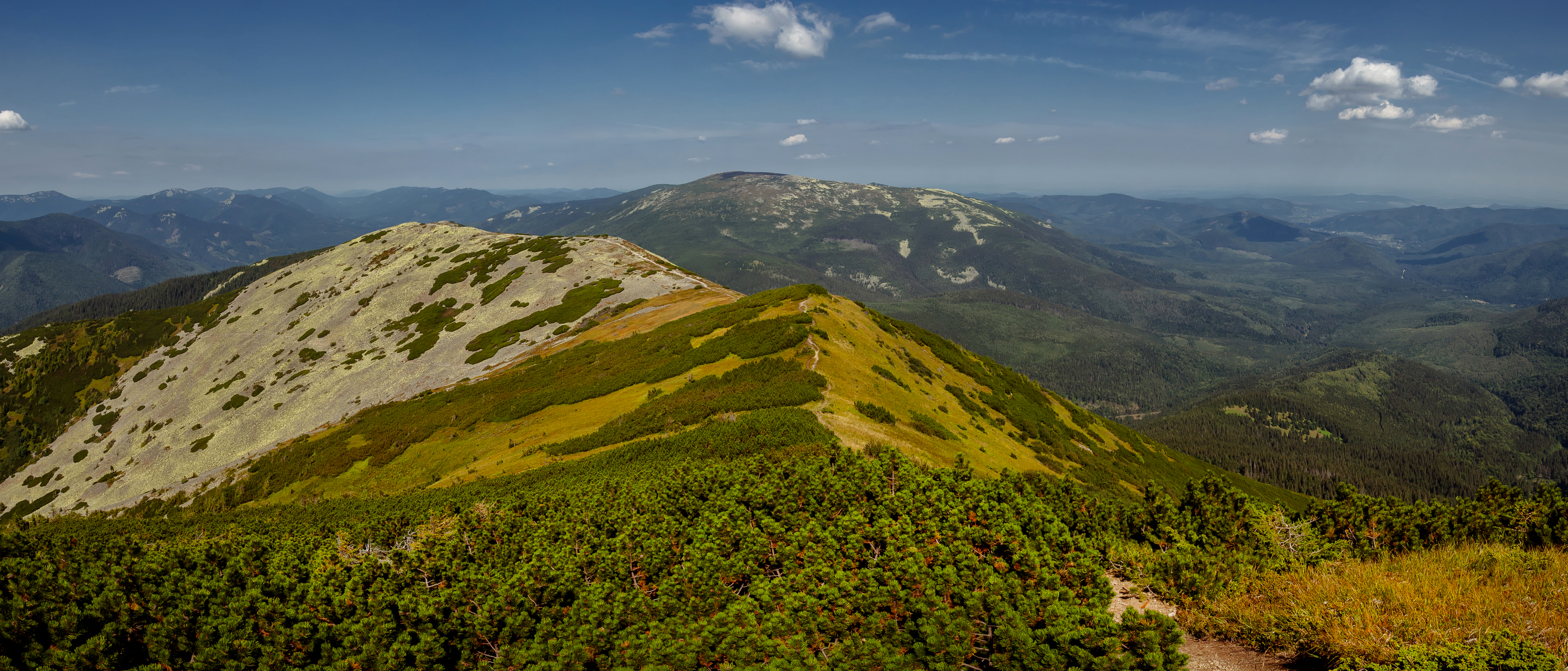
На Сивульському хребті, який знаходиться в Скибовій зоні.

В межах Карпатської складчастої гірської споруди виділяється ряд структурно-фаціальних зон: Скибова, Кросненська, Дуклянська, Магурська, Чорногірська, Свидовецька, Буркутська (Поркулецька), Рахівська, Мармарошська, Пенінська.
У геологічній побудові зон беруть участь шари крейдового і палеогенового флішу, а в Чивчинських горах і Рахівському масиві (Мармарошська і Рахівська зони) з-під флішу виступають кристалічні сланці і мармури протерозою. Фліш представлено перешаруванням пісковиків, аргілітів, алевролітів, що грають неоднакову роль в побудові різноманітних структурно-фаціальних елементів. До складу нижньо-крейдового флішу входять конгломерати, вапняки і мергелі.
Зовнішня смуга Українських Карпат представлена лускувато-моноклінальним середньогір'ям і низькогір'ям та відповідає, як правило, Скибовій зоні. Ширина зони біля 40 км. В її складі виділяють Бескиди, Скибові Ґорґани та Покутсько-Буковинські Карпати. Карпатські флішеві товщі зім'яті у складки, які  у вигляді лусок насунуті на внутрішню зону крайового прогину. Флішеві товщі сформовані верхньо-крейдовими і палеогеновими піщано-глинистими відкладами.

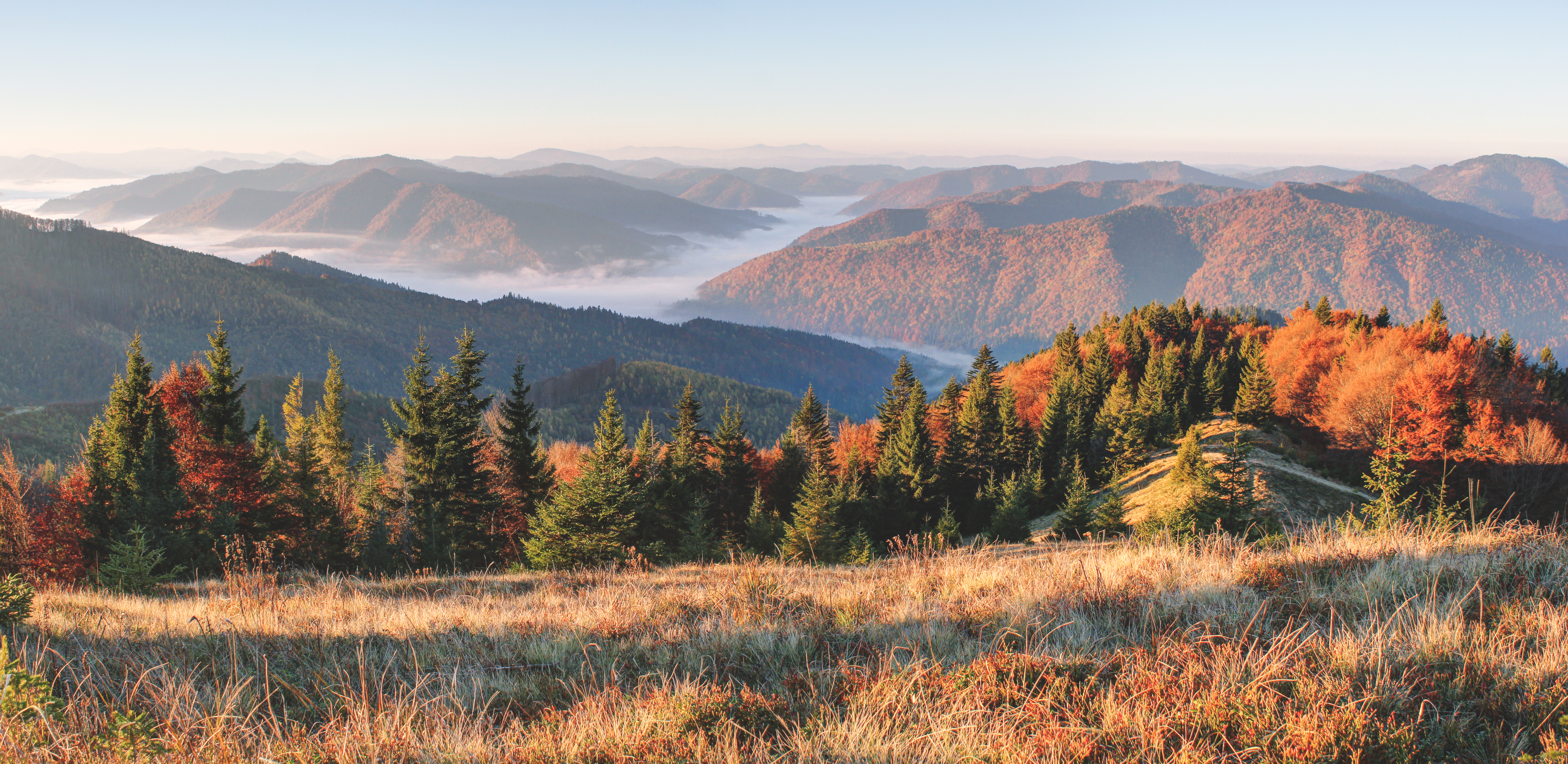
Ранкова панорама на Сколівські Бескиди, які знаходяться в Скибовій зоні.

Скибова зона (покрив) — це зона, яка складається з ряду великих лусок, які насунуті одна на одну в північно-східному напрямку. Ці луски К. Толвінський (1925 р.) назвав скибами, звідси і походить назва Скибовий покрив. У межах покриву виділяють шість скиб, які простягаються із північного заходу на південний схід. Від Передкарпатського крайового прогину у напрямку до центральної синклінальної зони Українських Карпат, яку займає Кросненська тектонічна зона, поступово змінюють одна одну такі скиби: Берегова, Орівська, Сколівська скиби, скиби Парашки, Зелем'янки, Рожанки. Поблизу кордону з Польщею виражені усі шість скиб, а до кордону з Румунією вважають, що доходять тільки Орівська та скиба Парашки, якими утворені найвищі хребти Покутсько-Буковинських Карпат. Низькогірні хребти, що розташовані ближче до Передкарпатської височини, утворені антиклінальними складками Бориславсько-Покутської підзони крайового прогину.

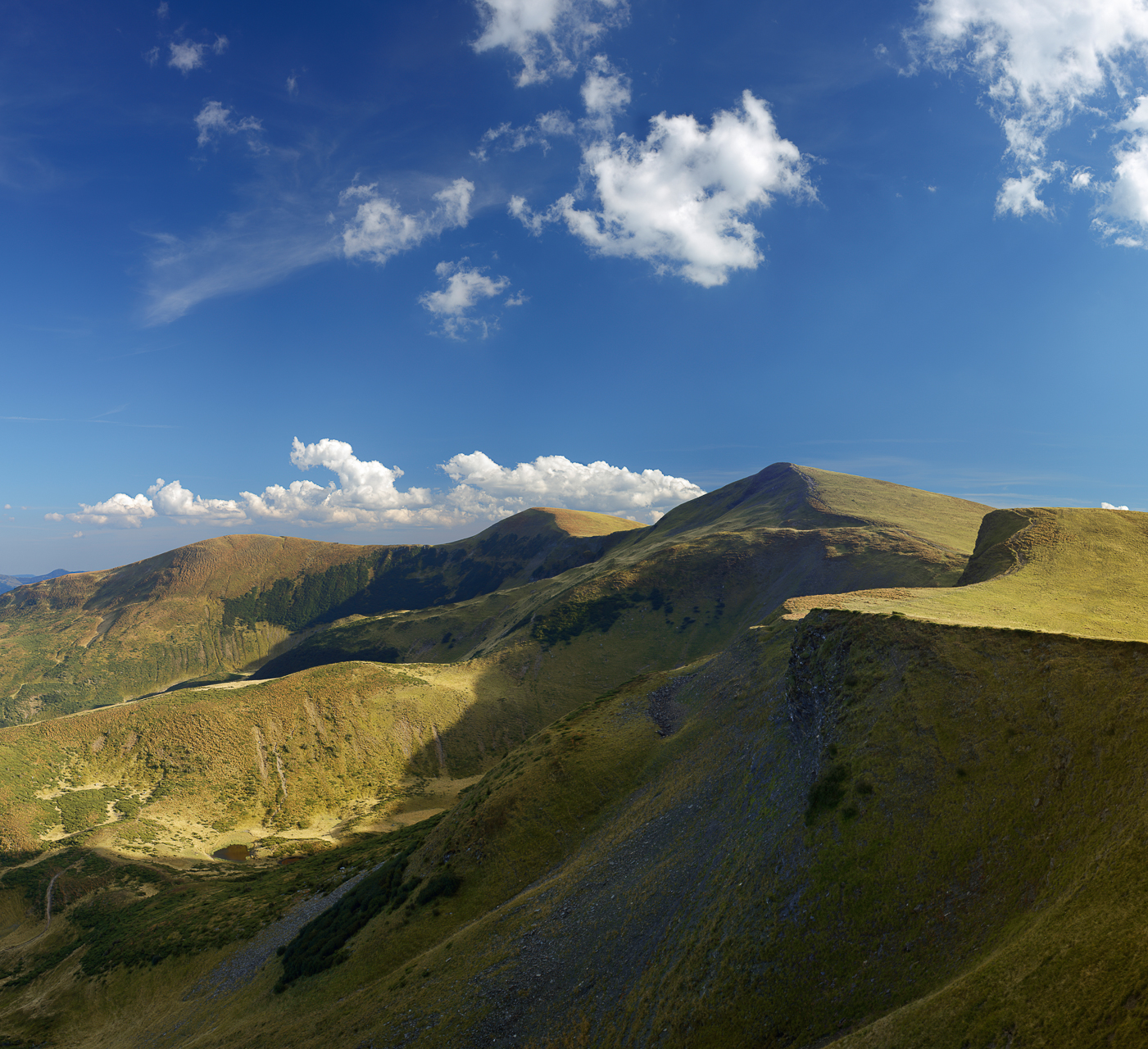
Вид на Близниці, які знаходяться в Кросненській зоні.

Чорногірський масив, який знаходиться в Кросненській зоні.

Кросненська зона — витягнута неширокою смугою в загально-карпатському напрямку і поділяє Зовнішню і Внутрішню антиклінальні морфоструктури. Це зона складена потужними шарами пісковиків і аргілітів олігоценового віку. Розповсюдження нестійких до процесів денудації гірських порід сприяло формуванню низькогірного (600—700 м) рельєфу.
В тектонічній будові Кросненської зони переважають широкі синкліналі і вузькі гребенеподібні антикліналі. Спостерігаються і насуви, але вони не утворюють таких стислих лусок, як у Скибовій зоні Карпат. Головні антикліналі і синкліналі Центральної карпатської зони ускладнені дрібною складчастістю. Найбільш зануреним частинам відповідають низькогір'я Стрийсько-Сянської і Воловецько-Міжгірської котловин, Верховинського Вододільного хребта, Ворохто-Путильського низькогір'я і Ясінської котловини. У центральній частині Кросненської зони відбулися найбільш інтенсивні підняття, які сформували середньогірні хребти Привододільних Ґорґан, абсолютні висоти яких сягають понад 1500—1700 м.
Морфоструктура Внутрішніх Карпат зона складчасто-блокових та блокових гір, що утворюють орографічну вісь Карпат — Полонинсько-Чорногорські Карпати, які відповідають Дуклянській, Чорногірській й іншим зонам.
Південно-західна частина морфоструктури різко занурюється і зрізається розломами. Північна частина морфоструктури орографічно виражена Полонинським хребтом, масивами Свидовець і Чорногора. В геологічній будові беруть участь верхньо-крейдовий і палеогеновий фліш (чорні сланці і кварцитоподібні пісковики). Для зони характерні широкі складки, ускладнені дрібною складчастістю і насувами.

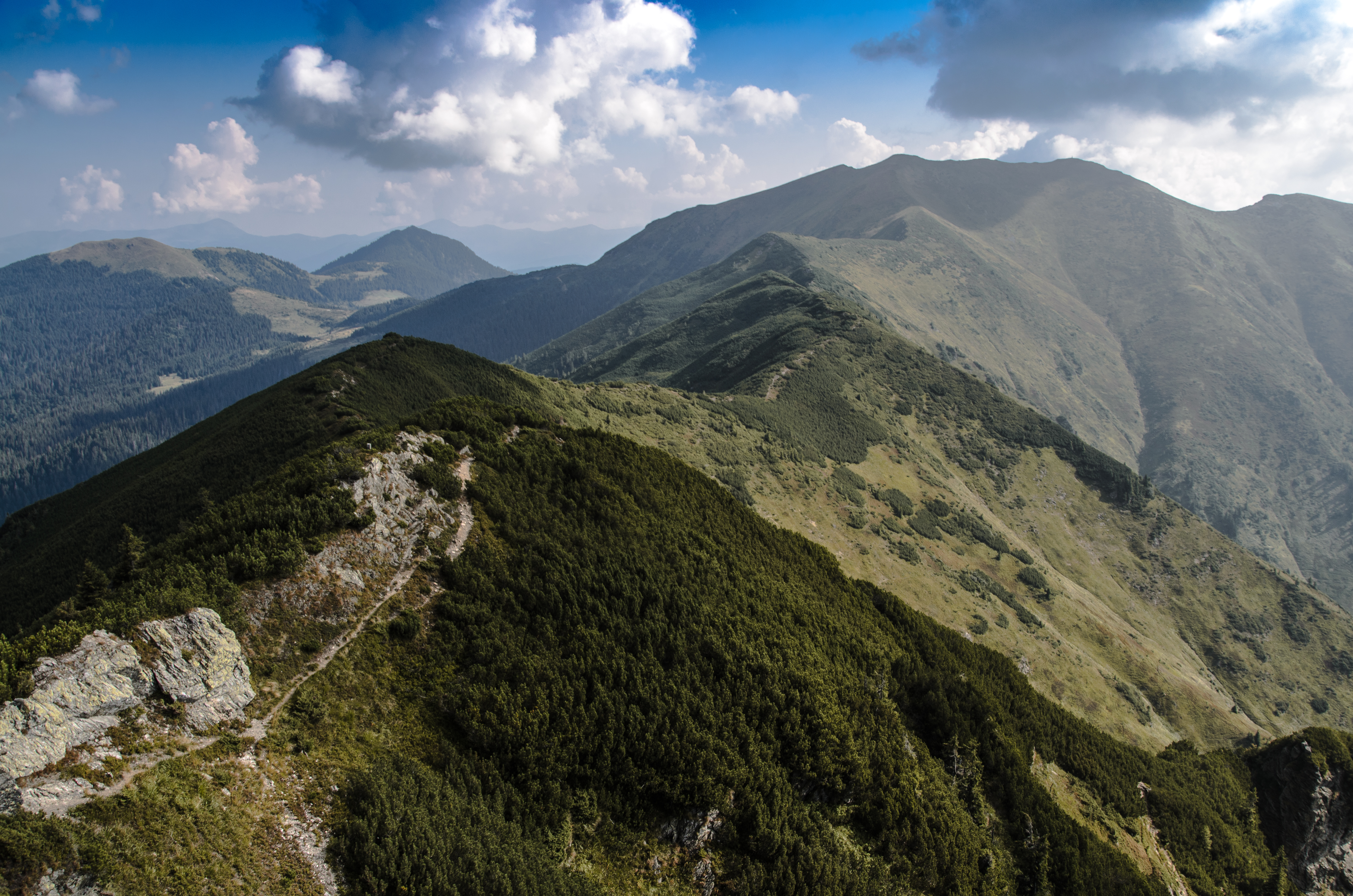
Мармароський масив.

Ядро Внутрішніх Карпат представлено складчасто-блоковим середньогір'ям і високогір'ям залишкового Рахівського масиву і Чивчинських гір, що належить до Мармароської і Рахівської зони. Вони складені кристалічними і метаморфічними породами докембрію і нижнього палеозою (кристалічні сланці, гнейси, кристалічні вапняки, амфіболіти, граніти). Кристалічні породи нижнього структурного поверху Рахівського масиву і Чивчинських гір перекриті осадовими відкладами тріасу і юри, крейдовим і палеогеновим флішем. В процесі тривалих висхідних рухів осадовий чохол (особливо нижньо-мезозойські відклади — тріас і юра) майже повністю знищений процесами денудації і зберігся у вигляді ерозійних останців на поверхні Рахівського масиву.
Вздовж кордону з Магурською зоною витягнута зона Пенінських скель (пояс кліпенів). Вона має ширину від 2 до 20 км і проходить двома смугами між р. Тересвою і р. Латорицею. Виділяють Північну і Південну зону Пенінських скель. Північна зона простягнулася від Рахівського масиву в північно-західному напрямку приблизно до р. Боржави вздовж лінії тектонічного контакту Мармароського насуву. Уступи (кліпени) утворюють смугу з окремих ізольованих екзотичних скелястих острівців розміром від декількох десятків до сотень метрів.
Складені скелі карбонатними і кремнистими породами юрського і тріасового віку, рідше кристалічними породами. Це тектонічні відторженці, вдавлені по лінії Мармароського насуву в товщу крейдового флішу (пісковики і аргіліти).
Південна зона уступів добре виявчена біля сіл Кричеве, Довге, Свалява. Ізольовані екзотичні острівці щільних юрських вапняків мають різні розміри, підіймаючись над поверхнею схилів на 16 — 20 м. Зона розломів є тектонічним кордоном, що відокремлює Внутрішні Карпати від Закарпатського передгірного прогину.
З корисних копалин найбільше значення мають нафта, природний газ, озокерит, сірка, мінеральні лікувальні води.

## Корисні копалини

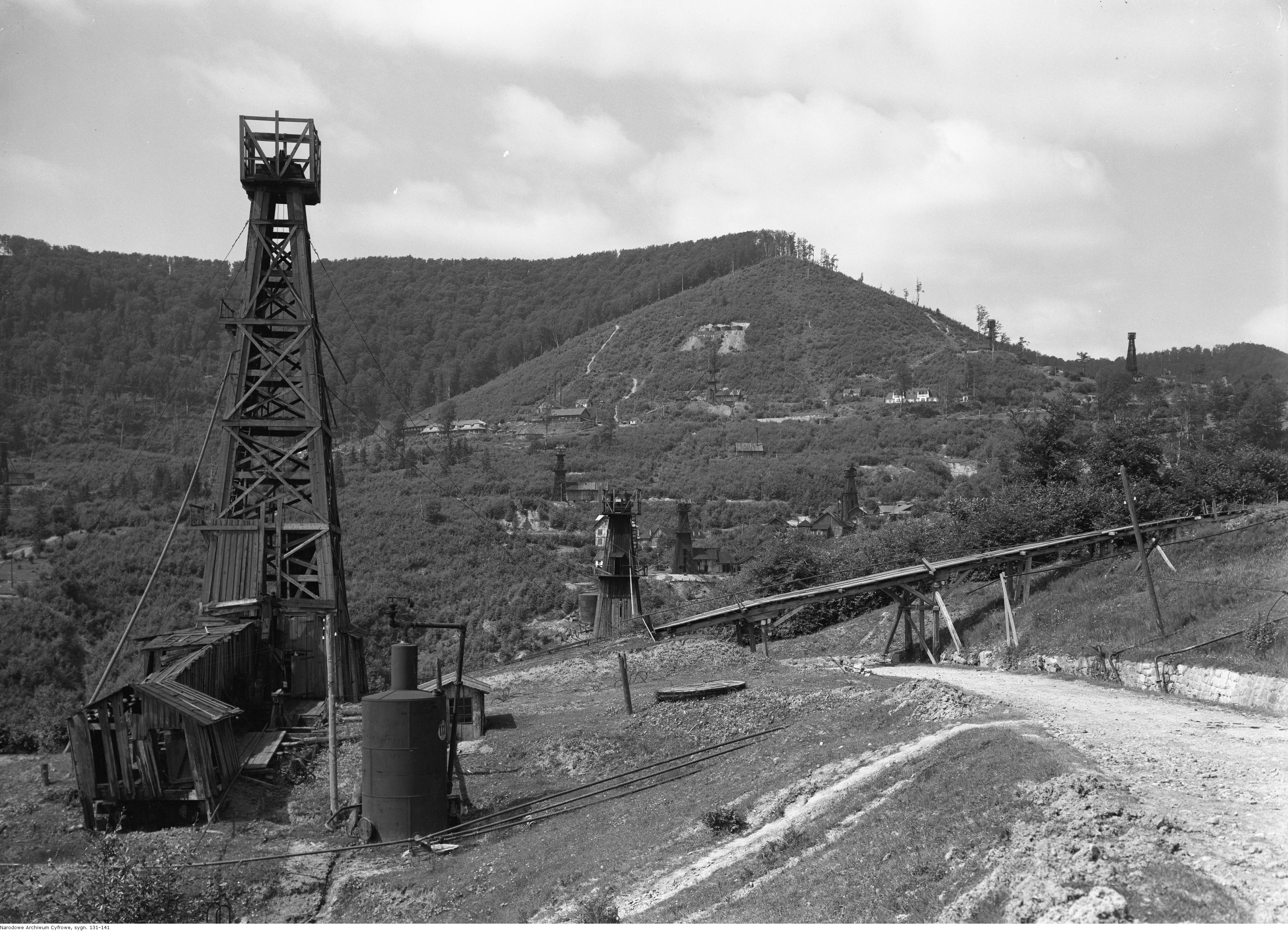
Нафтові вишки у Биткові (1933 рік)

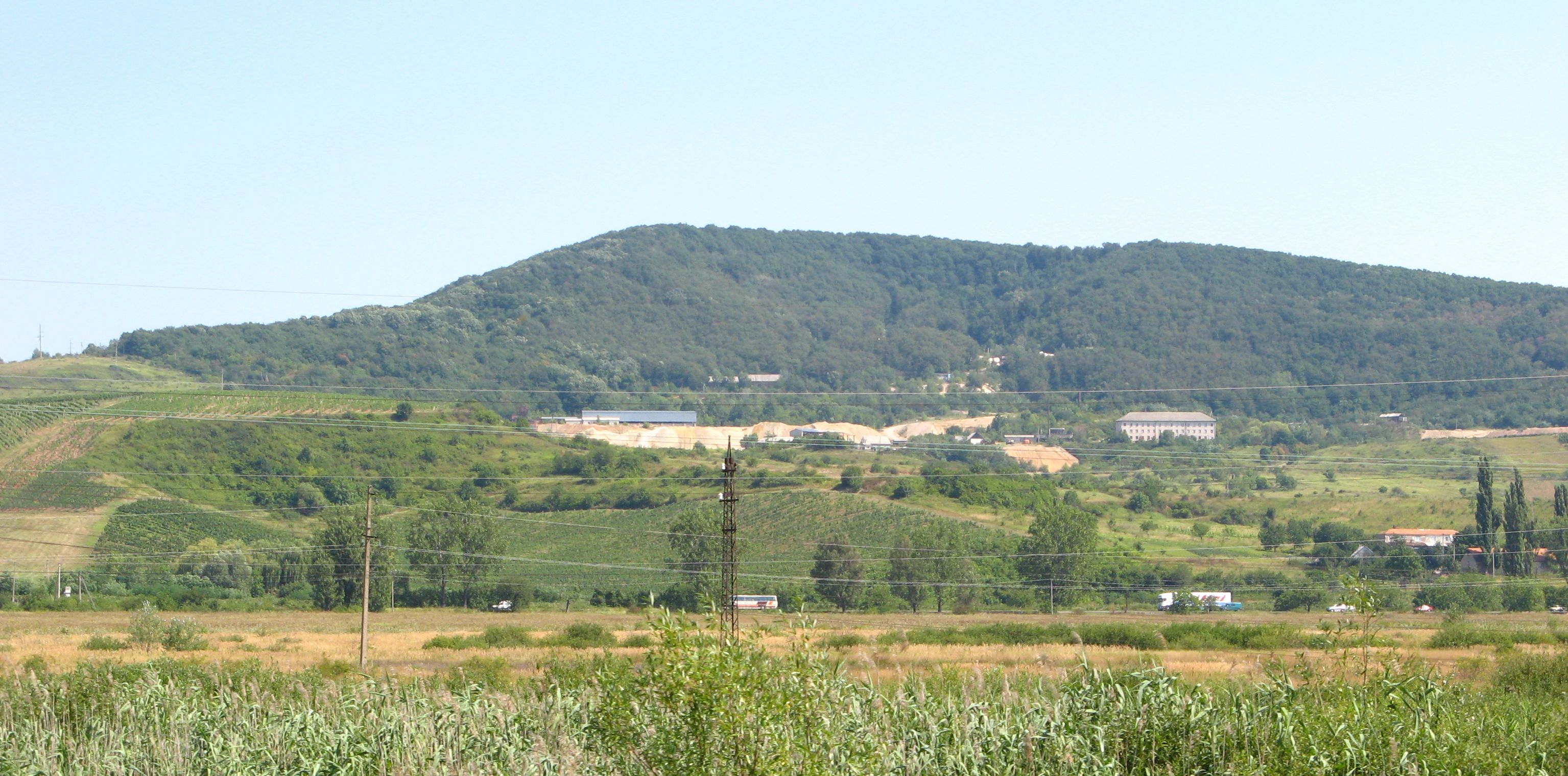
Мужіївське золоторудне родовище

У Внутрішніх Карпатах на території України виділяють Мармароський кристалічний масив і зону Підгаля. Відповідно до простягання основних структурних елементів Карпат, виділяють зони зі специфічним набором корисних копалин.
- У Передкарпатському прогині — самородна сірка, газ (Дашавське, Косівське та ін. родовища), нафта (Бориславське, Битків-Бабченківське родовища), озокерит (Бориславське родовище), кам'яна і калійна солі (Калуш-Голінське, Стебницьке та ін. родовища). Підраховано, що на Прикарпатті є близько 35 мільярдів тонн соляних покладів[5]..
- в Закарпатському прогині — кам'яна сіль (Солотвинське родовище) газ, буре вугілля (Ільницьке, Кривське родовища), цеоліти. З неогеновим вулканізмом пов'язані ртутні (Великий Шаян, Боркут), жильні золото-поліметалеві і баритові (Беганське родовище) руди, алуніти, каоліни, перліти, бентонітові глини (Горбське родовище).
- У фронтальній частині Зовнішні Карпати відомі родовищами нафти, в Мармароському масиві — родовища доломіту, вапняків, мармурів, сировини для кам'яні литва. У метаморфічному комплексі відомі вияви стратиформних колчеданно-поліметалевих, мідно-колчеданних, баритових і залізо-марганцевих руд.

У Карпатах поширені мінеральні води, на південно-західних схилах Карпат і в Закарпатті — вуглекислі (родовища Свалява, Поляна-Квасова). У зоні зчленування Передкарпатського прогину з Східно-Європейською платформою розташовані родовища азотних сульфатних вод.
- У Внутрішній зоні Передкарпатського прогину поширені розсоли хлоридного (сульфат-хлоридного) складу (Моршин) і особливий, рідкісний тип слабомінералізованих вод із підвищеним вмістом органічних речовин (Трускавець).
- У Закарпатському прогині поширені термальні і субтермальні води підвищеної мінералізації, які використовують із лікувальною і теплоенергетичною метою.

Запаси золота представлені Берегівським та Мужіївським золотополіметалевими родовищами. Останнє введено у промислове освоєння 1999 року, і в цьому ж році на базі Мужіївського державного золотополіметалевого комбінату створено ТОВ «Закарпатполіметали».
З давніх-давен у межах Передкарпаття видобували нафту, яку раніше називали «ропа». Використовували її лише для змащування возів та дахівок із гонти (дранки). Згодом із ропи почали вилучати гас, який застосовували в гасових лампах (для освітлення). Інтенсивний видобуток нафти розпочався в середині XIX століття, коли було відкрито способи одержання і використання її легких фракцій. Перші потужні свердловини з'являються на родовищах біля Борислава, Тустановичів, Мразниці, Бикова.
Найбільш древні гірські породи, знайдені в Карпатах, виникли близько 1,2 мільярда років тому.

## Фізико-географічне районування

Поділ Карпат

Природа Українських Карпат представлена складною системою територіальних одиниць, що створюють високогірний, середньогірний, низькогірний та передгірський яруси. До високогірного ярусу належать давньольодовиково-високополонинські флішеві гірські ландшафти з максимумом відносних перевищень до 1500 м (масиви Чорногора, Свидовець та ін.) в осьовій частині гір. Другим видом гірських ландшафтів цього ярусу є давньольодовиково-високополонинські кристалічні (Мармароський масив, Чивчини). Три види ландшафтів становлять наступний, основний за площею, середньогірний ярус. Ландшафти середньогірно-полонинські (перевищення до 1300 м) представлені масивами Полонинського Бескиду (масиви Рівна, Полонина Боржава, Красна). Потужне зовнішнє пасмо — це середньогірно-скибові ландшафти (перевищення до 1000 м), найтиповіше виражені в Східних Бескидах, Покутсько-Буковинських горах. Вздовж південного краю Українських Карпат простягаються середньогірно-давньовулканічні ландшафти Вулканічних Карпат (масиви Маковиця, Синяк, Великий Діл, Тупий).
Ландшафти низькогірного ярусу простягаються двома смугами всередині гір та формують їхні крайові структури. Міжгірно-верховинські ландшафти (перевищення до 400 м) пов'язані з Головним Карпатським вододілом (Стрийсько-Сянська, Воловецька та інші верховини, а також Міжгірська, Верхньобистрицька, Ясінська, Ворохтянська та Верховинська улоговини). Тут містяться основні карпатські перевали (Ужоцький перевал, Верецький перевал, Воловецький перевал та інші). До регіонального розлому, що обмежовує флішеві Карпати на півдні, приурочені низькогірно-стрімчакові ландшафти — Угольський, Свалявський та інші (перевищення до 400 м). Тут зосередженні найвідоміші карстові печери регіону. Північно-східний край Українських Карпат становлять низькогірно-скибові ландшафти (перевищення до 400 м) у межиріччях Дністра, Стрию, Свічі, Лімніці, Бистриці, Пруту, Черемошу, Сірету. Горбогірно-улоговинні ландшафти (перевищення 300 м) характерні для межиріч Тиси, Тересви, Тереблі, Ріки, Боржави, Латориці.

### Орографічна схема Українських Карпат

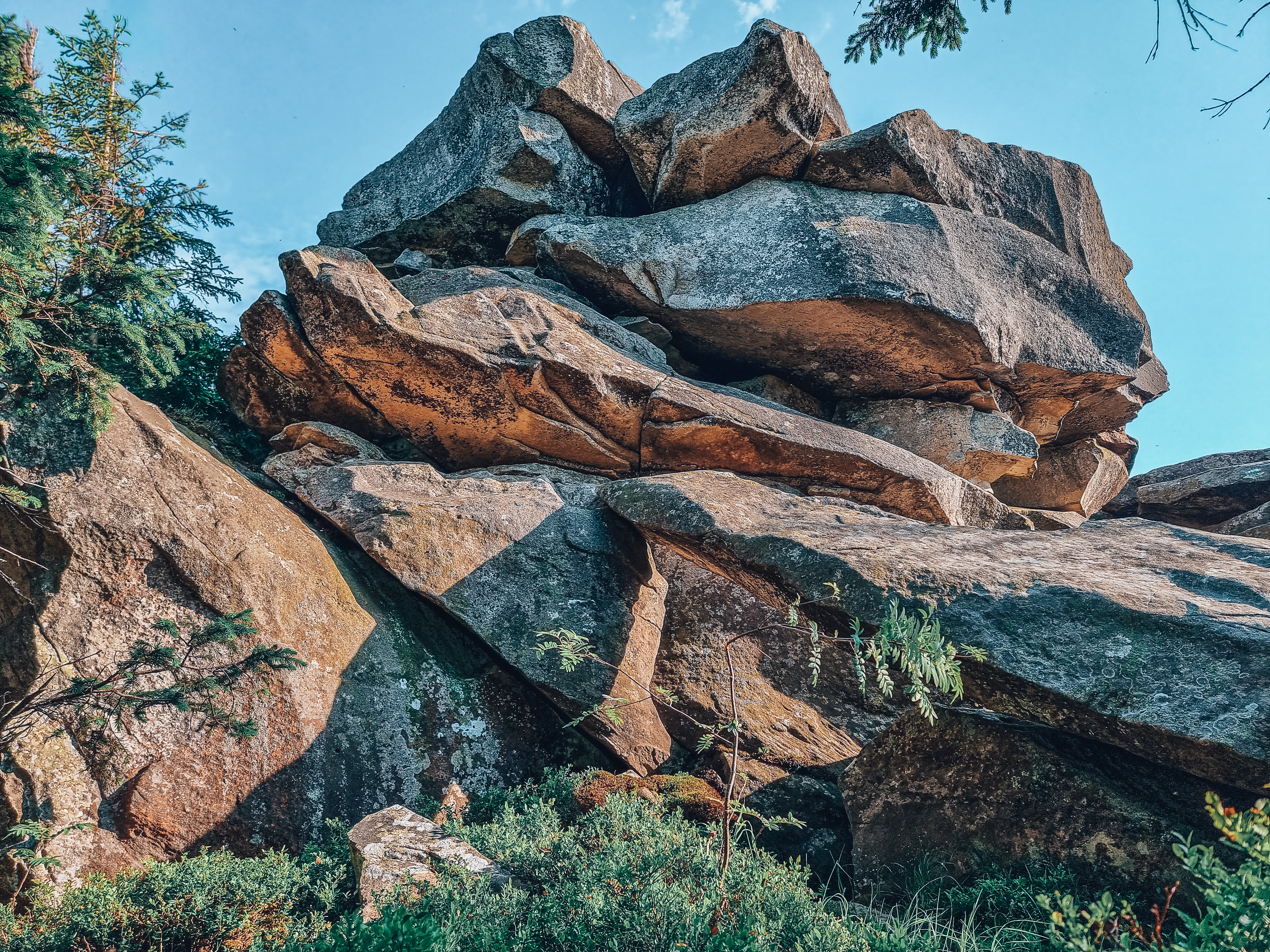
Кам'яний комлекс на горі Лисина Космацька (Покутсько-Буковинські Карпати або (за іншим поділом) Скибові Ґорґани).

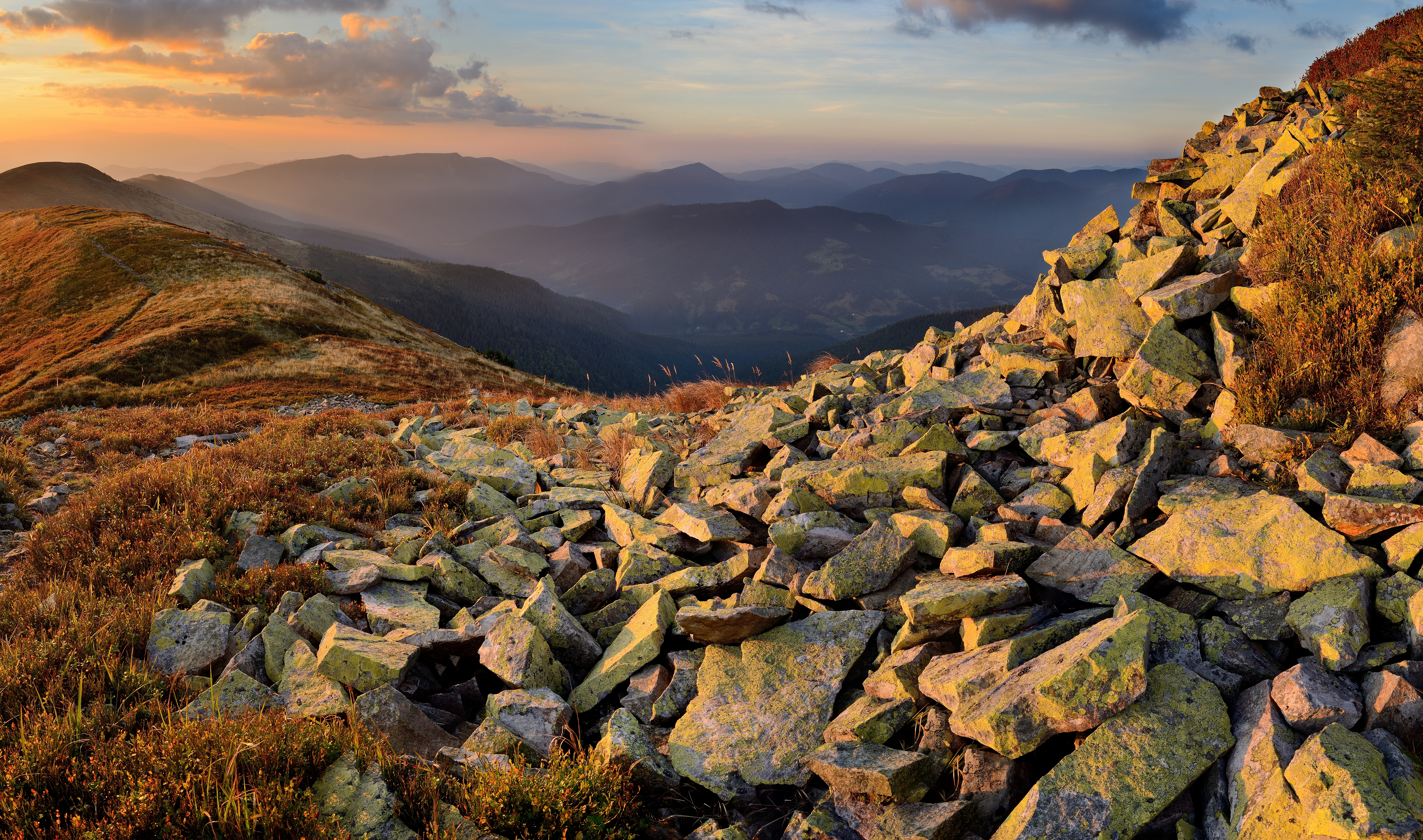
Захід сонця на хребті Пішконя (Привододільні Ґорґани)

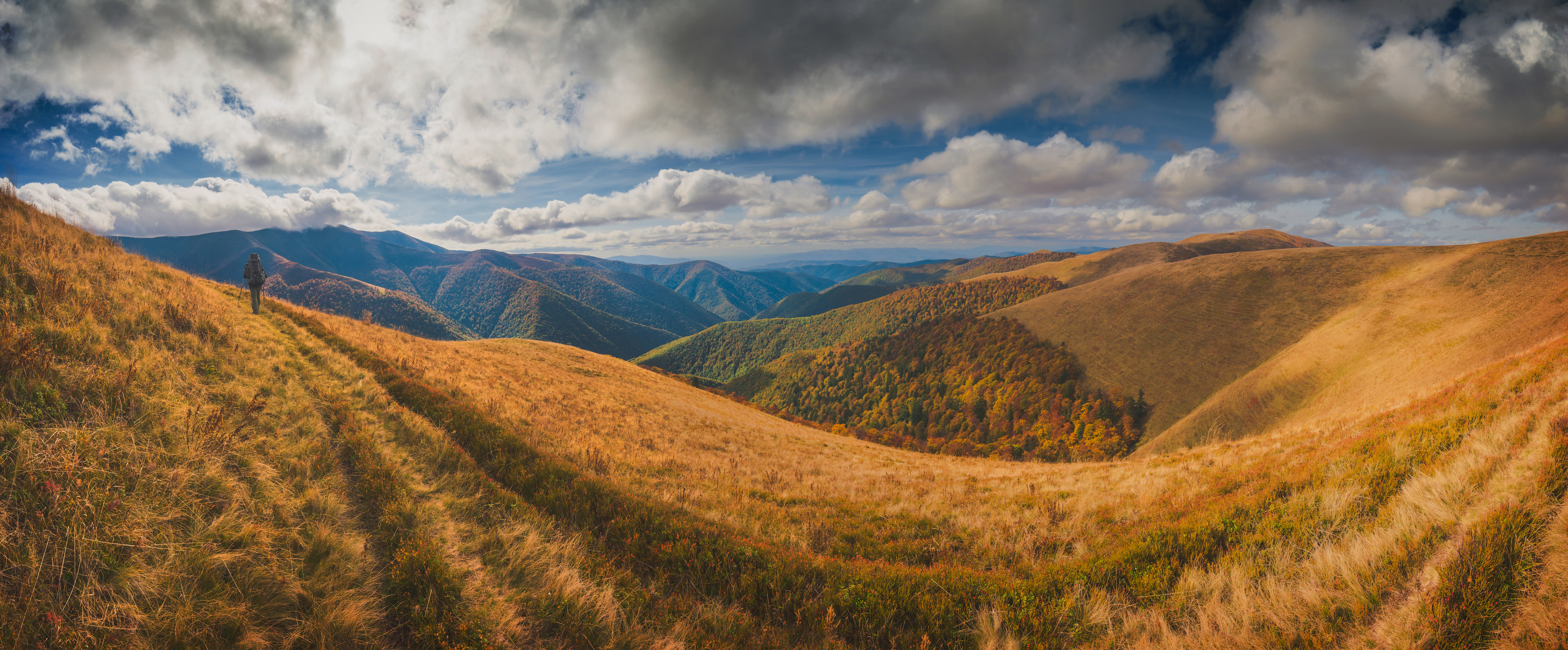
Осінь на Боржаві

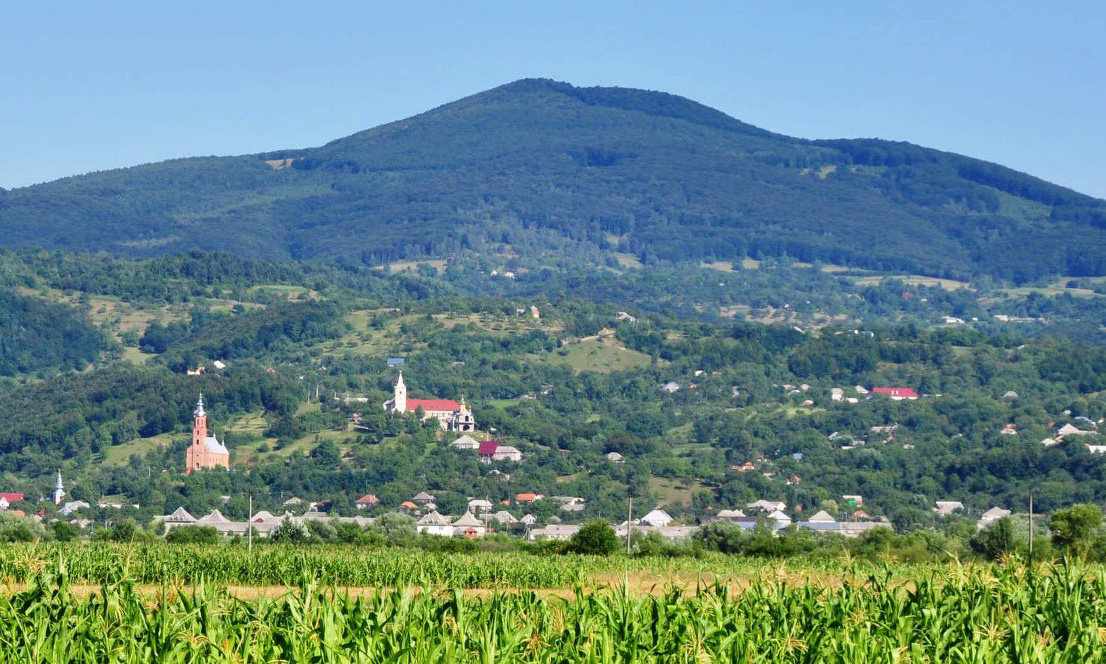
Масив Тупий біля міста Хуст

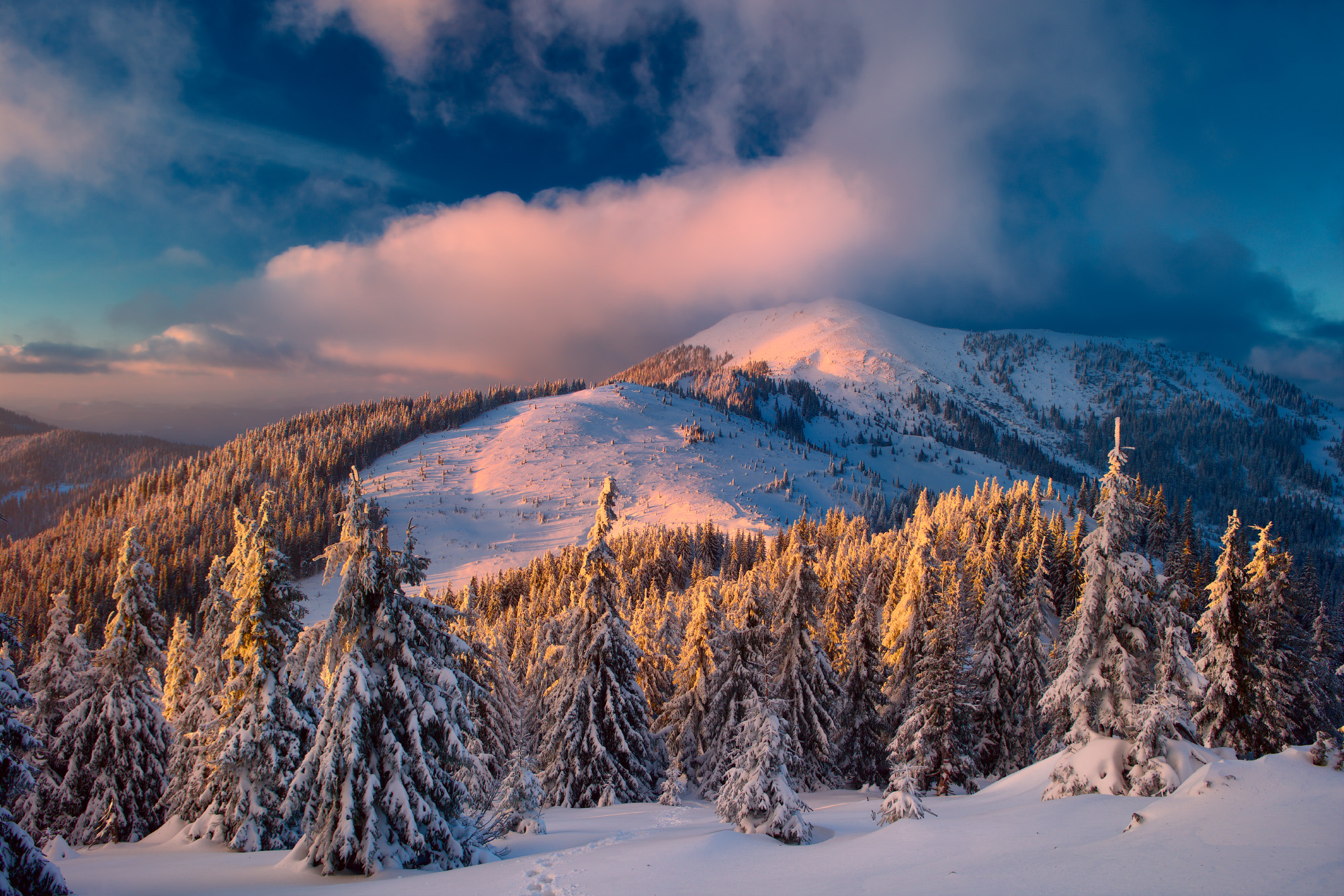
Гора Берлебашка в Мармароському масиві

#### Зовнішні Східні Карпати
Зовнішні Східні Карпати — Львівська, Івано-Франківська і Чернівецька області
- Східні Бескиди
  - Бещади
  - Верхньодністровські Бескиди
  - Сколівські Бескиди
  - Зовнішні (Скибові) Ґорґани
  - Покутсько-Буковинські Карпати
- Вододільно-Верховинські Карпати — Львівська, Івано-Франківська, Чернівецька і Закарпатська області
  - Стрийсько-Сянська Верховина (деякі джерела відносять цю частину до Східних Бескидів)
  - Верховинський Вододільний хребет (деякі джерела відносять цю частину до Східних Бескидів)
  - Привододільні Ґорґани
  - Середньо-Карпатська улоговина
    - Воловецько-Міжгірська верховина
      - Міжгірська улоговина

    - Ясінська улоговина
    - Ворохта-Путильське низькогір'я
- Полонинсько-Чорногірські Карпати — Закарпатська, Івано-Франківська і Чернівецька області
  - Полонинський Бескид
    - Полонина Рівна
    - Полонина Боржава
    - Полонина Красна

  - Свидовець
  - Чорногора
  - Гринявські гори
  - Яловичорські гори

#### Внутрішні Східні Карпати
- Внутрішні Східні Карпати — Закарпатська і Івано-Франківська області
  - Вигорлат-Гутинський хребет — Закарпатська область
    - Березне-Ліпшанська долина
    - Свалявська улоговина
    - Вигорлат
    - Масив Маковиця
    - Масив Синяк
    - Великий Діл
    - Масив Тупий
    - Гутинський масив
    - Хустсько-Солотвинська улоговина

  - Мармароський масив — Закарпатська та Івано-Франківська області
    - Верхньотисинська улоговина
    - Гуцульські Альпи (Рахівські гори)
    - Чивчини

## Клімат
За кліматичним районуванням гори належать до кліматичної підобласті Українських Карпат. Клімат помірно континентальний, теплий, з циклонічними та антициклонічними вторгненнями атлантичного повітря. Температура найтеплішого місяця (липень) у передгір'ях +18…+20 °C, у високогірному ярусі +8…+10 °C, найхолоднішого (січень) — відповідно −3…−6 °C і −8…−9 °C.
Карпати — найвологіша область в Україні: найбільше дощів — навесні і влітку, снігу — взимку. Кількість опадів від 500—800 мм у передгір'ях і до 1600—2000 мм на найвищих хребтах. Навесні сніг доволі довго (інколи до середини червня) лежить на округлих вершинах гір. Найбільша швидкість вітру в Карпатах зафіксована на горі Піп-Іван у ніч з 6 на 7 березня 2002 року (45 м/с.). 17 вересня 2017 року на Селятинській метеостанції під час потужного урагану окремі пориви вітру подекуди досягали 40 м/с.

## Гідрологія
В умовах достатнього та надмірного зволоження формується густа (до 1,5 км/км²) гідрографічна мережа — численні витоки Тиси, Дністра і Пруту. Вони належать до річок мішаного живлення з переважанням дощового. Режим паводковий протягом усього року. Після дощів і танення снігу вода потоками збігає з гір у долини й часто спричиняє повені.
В давньольодовиково-високополонинських ландшафтах збереглися невеликі досить глибокі карові озера (Бребенескул, Верхнє, Несамовите, Ворожеське, Апшинець та інші). Найбільшим з озер обвального типу є Синевир. Трапляються залишки штучних водойм — клявз.

## Рослинний світ

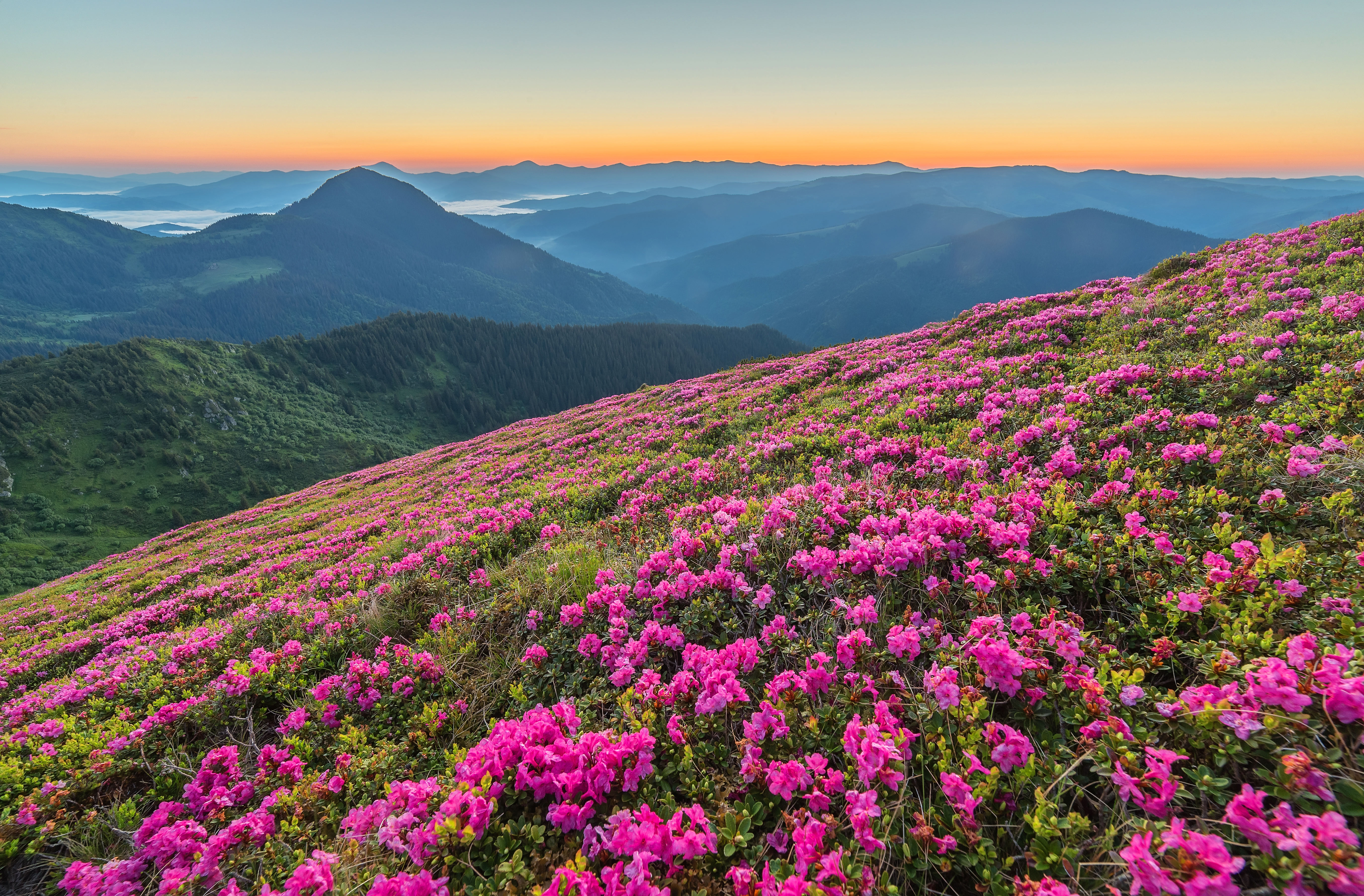
Рододендрон карпатський в Мармаросах.

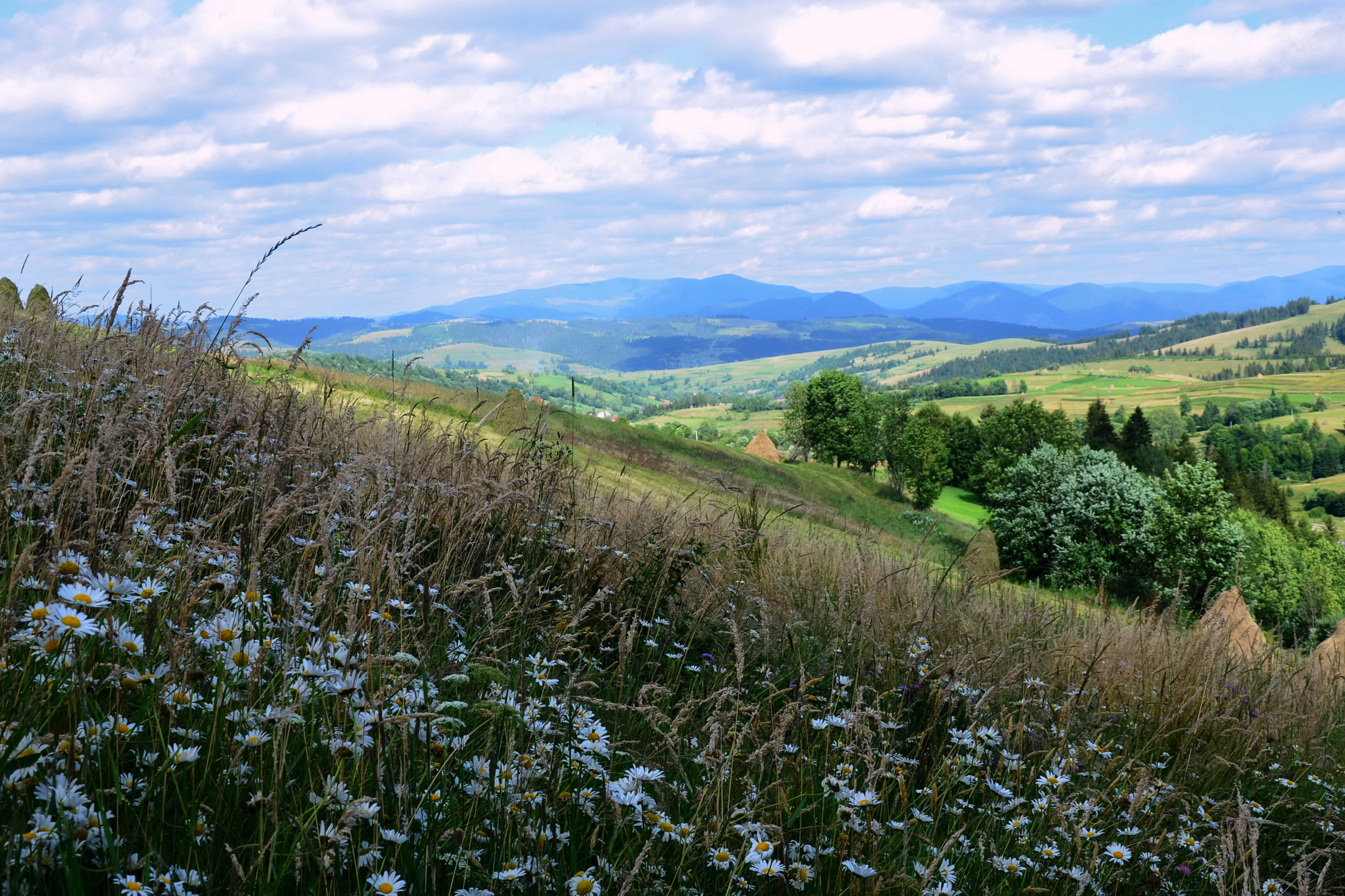
Ромашкове поле біля села Пилипець.

Висотна ландшафтна диференціація рослинного і ґрунтового покриву є чітко вираженою в Українських Карпатах.
Біля підніжжя на низькогір'ях та горбогір'ях, на схилах гір, росте листяний ліс. Його утворюють осередки первинних дубових лісів, які доповнюють граб, липа, клен, бук.
Вище з'являються хвойні дерева — ялиця біла і ялина європейська (смерека). З листяних переважає бук. Ліс стає мішаним. Підлісок листяного і мішаного лісів утворюють кущі малини, ліщини, ожини, шипшини. На узліссях і галявинах ростуть трав'янисті рослини, більшість з них лікарські. Під деревами багато грибів: білих, підберезовиків, підосичників, маслюків, опеньків. Гірсько-лісові буроземи на схилах середньогірно-полонинських та давньовулканічних ландшафтів.
Вище ліс стає хвойним. Крім смереки і ялиці, у ньому росте модрина. Хвойні дерева холодостійкіші, ніж листяні. Ліс темний й вологий. Ґрунт між деревами вкритий мохом. На галявинах ростуть низенькі кущики брусниці й чорниці. Бурі гірсько-лісові ґрунти на крутих схилах хребтів високополонинських та скидових ландшафтів.
Природна (ландшафтна) верхня межа лісу в Українських Карпатах проходить на висоті 1300—1680 м над р. м. Залежно від зонального поширення деревних порід у високогір'ї виділяють два варіанти верхньої межі лісу в Українських Карпатах: буковий та смерековий. Типи верхньої межі лісу в Українських Карпатах — ландшафтний і антропогенний. У залежності від лімітуючого фактору ландшафтна ВМЛ поділяється на вісім підтипів: термічний, вітровий, лавинний, орографічний, біотичний, торфово-болотний, греготний, шлейфовий.
На високих схилах і вершинах Карпат хвойні ліси змінюються чагарниками та субальпійським криволіссям із сосни гірської, ялівцю, вільхи зеленої та інших порід у карах та високих водозборах.
Найвище розкинулись субальпійські гірські луки та пустища — полонини, вкриті різнобарвно квітучими трав'янистими рослинами. Ґрунти — гірсько-лучно-буроземні. Слід зауважити, що ліси та криволісся, особливо на вершинах гір, вирубані чи випалені вже доволі давно задля розширень площі пасовищ. Таким чином, верхня межа лісу суттєво занижена, а полонини, що виникли на місці лісів, є штучними, вторинними рослинними угрупованнями зі збідненим видовим складом.
В міжгірно-верховинних ландшафтах та в річкових долинах поширені луки, характерні угрупування вільхи, верби.
Карпатським лісам властиві такі домішки порід: граб, явір, ясен, береза. Зрідка можна натрапити на кедр. Лісистість гір перевищує 50 %.

## Тваринний світ

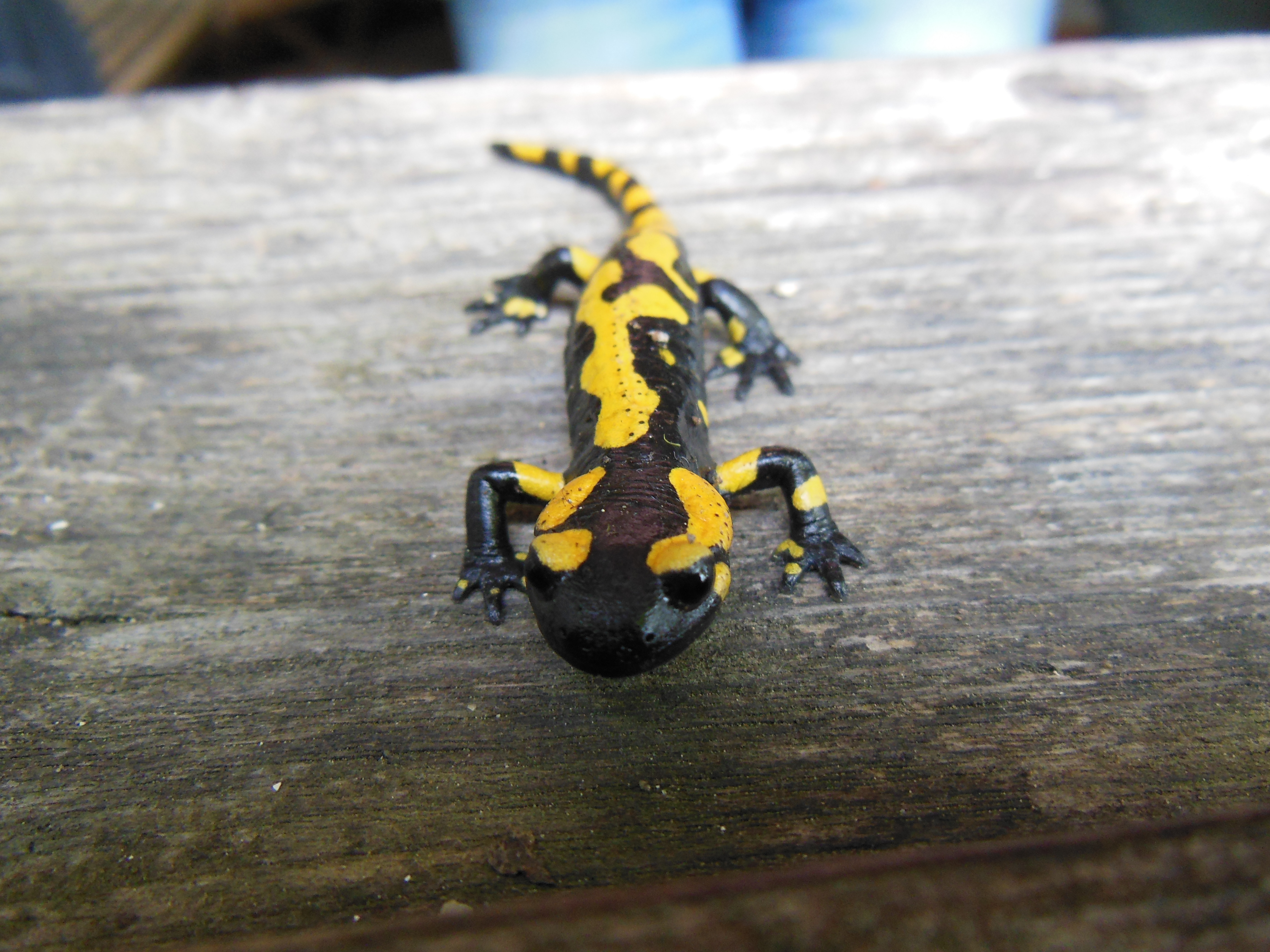
Маленька саламандра на околиці села Мала Уголька.

У фауні Українських Карпат переважають представники лісового комплексу. Трапляються олень благородний, заєць, лисиця, вовк, ведмідь бурий, кіт лісовий, рись, куниця, видра, дика свиня, борсук, білка. Серед ендеміків: білка карпатська, полівка снігова.
З птахів лісового комплексу — лелека чорний, тетерук, орябок, глушець білодзьобий, беркут, змієїд, сапсан, сова довгохвоста, пугач, дятел трипалий і чорний, синиця чорна і чубата,  шишкар ялиновий, плиска гірська, пронурок біловолий; а в альпійському поясі — щеврик гірський, тинівка альпійська та багато інших співочих птахів.
Плазунів і земноводних у горах не багато видів: саламандра плямиста, тритон карпатський, полоз лісовий, ящірка живородна, жаба прудка і квакша.
У швидких гірських річках водиться форель струмкова і райдужна, харіус європейський, умбра європейська та ін.
Серед безхребетних є комарі, мухи, метелики, бджоли, оси, джмелі, кліщі, павуки, попелиці та ін.

## Природоохоронні об'єкти

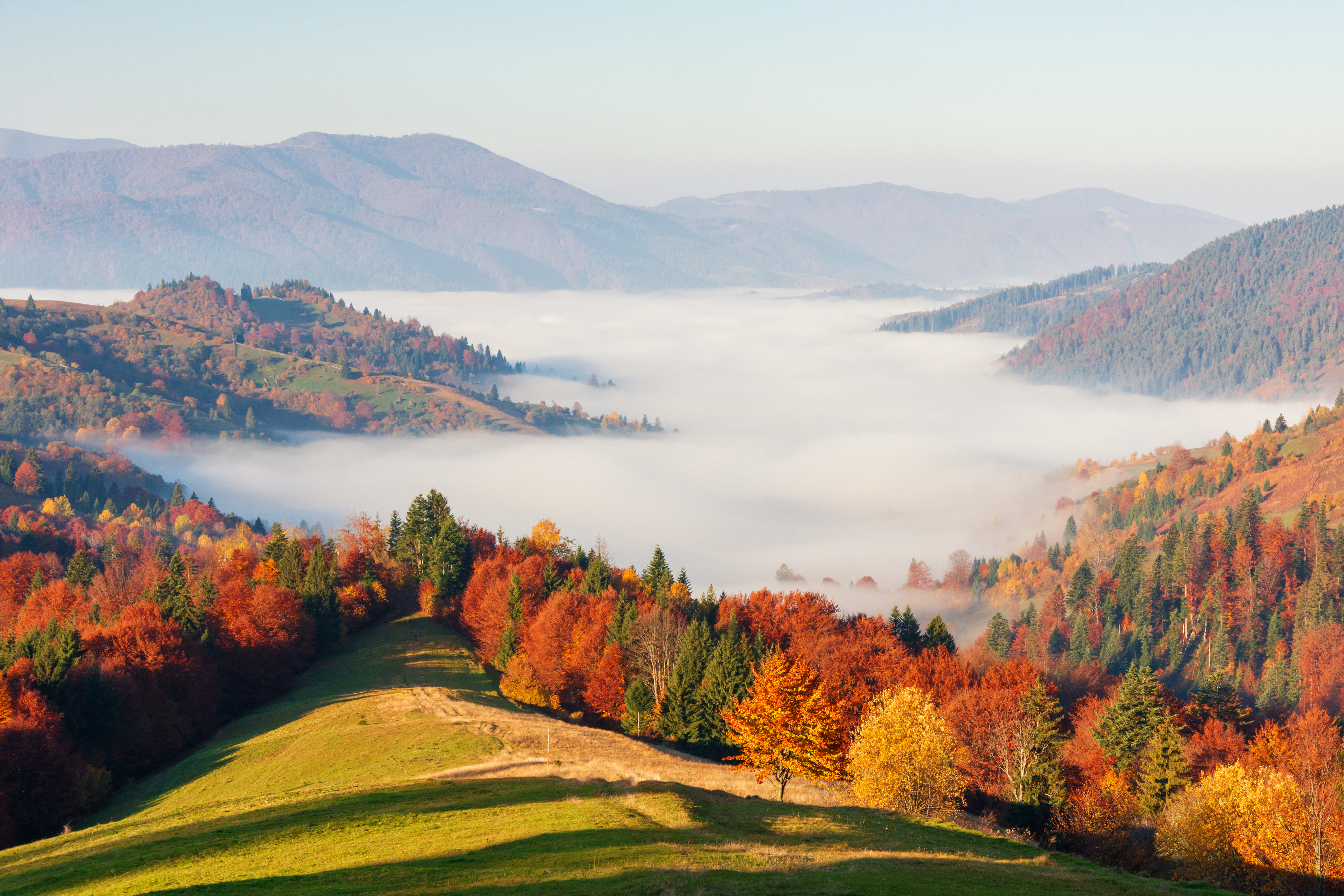
Національний природний парк «Синевир»

У біосферному заповіднику та національних природних парках Українських Карпат, в тому числі на Закарпатті, великими є зони антропогенних ландшафтів та рекреації, в яких здійснюється традиційне господарювання, тобто ведеться сільське і лісове господарство, розміщені поселення людей, розвивається туризм. В Українських Карпатах зосереджено понад 1400 природоохоронних об'єктів, що займають 2,8 % загальної площі гір (найвищий показник по Україні).

### Національні природні парки
- Карпатський національний природний парк — Івано-Франківська область;
- Національний природний парк «Гуцульщина» — Івано-Франківська область;
- Ужанський національний природний парк — Закарпатська область;
- Національний природний парк «Синевир» — Закарпатська область;
- Національний природний парк «Сколівські Бескиди» — Львівська область;
- Національний природний парк «Бойківщина» — Львівська область;
- Вижницький національний природний парк — Чернівецька область.

### Природні заповідники
- Карпатський біосферний заповідник — Закарпатська область;
- Природний заповідник «Ґорґани» — Івано-Франківська область;

### Заказники загальнодержавного значення
Загалом є більше сотні заказників, які знаходяться на території Українських Карпат. У списку представлена частина з них:
- Ландшафтний заказник загальнодержавного значення «Ґрофа» — Івано-Франківська область;
- Ландшафтний заказник загальнодержавного значення «Бредулецький» — Івано-Франківська область.

## Рекреація
Різноманітність природних умов території Українських Карпат і наявність лікувальних ресурсів сприяли формуванню тут курортного району міждержавного значення.